# Nagykövesd
Nagykövesd (szlovákul: Veľký Kamenec, korábban Veľký Kevežd) község Szlovákiában, a Kassai kerület Tőketerebesi járásában.

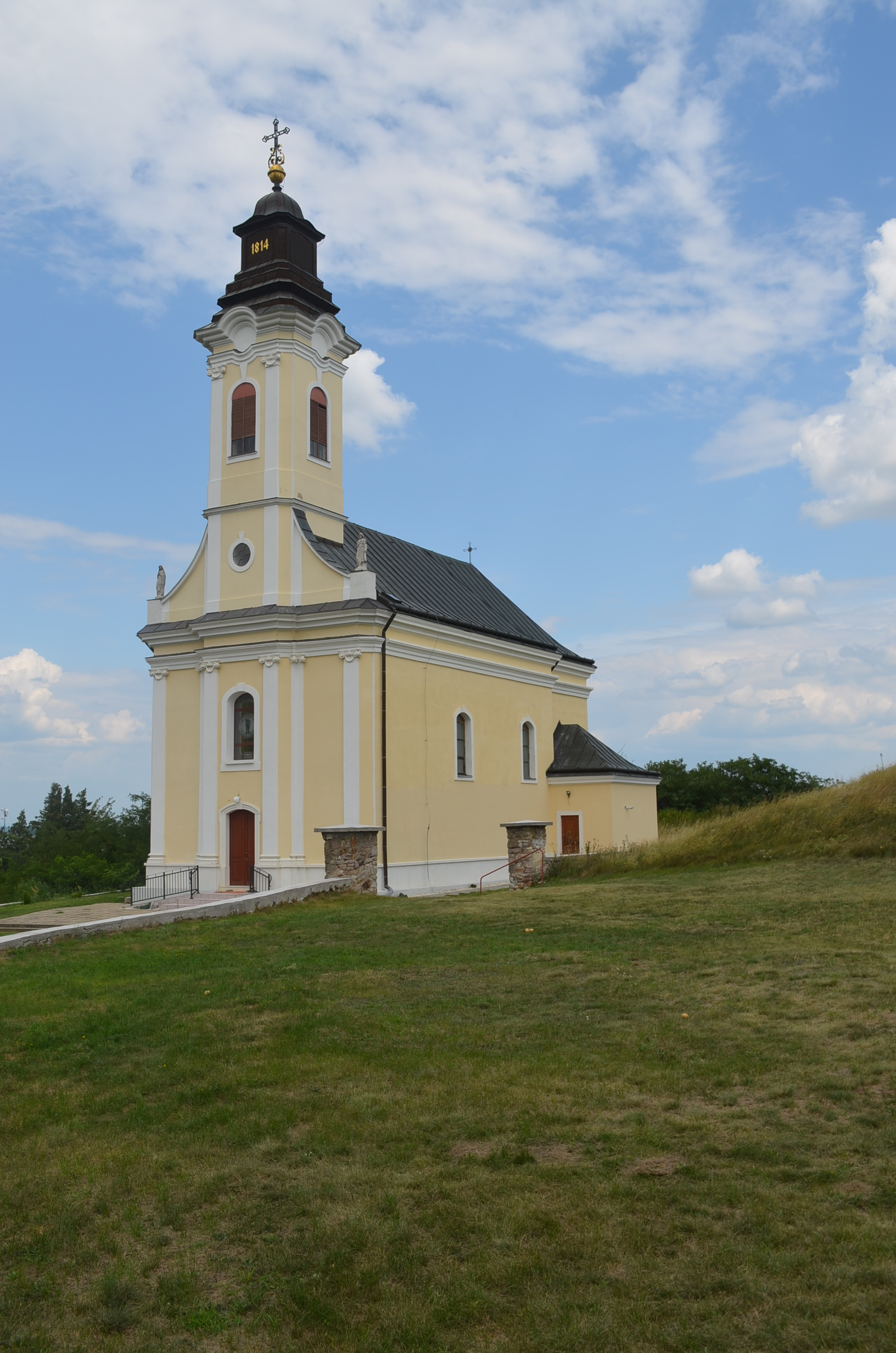
A katolikus templom a várhegy tövéből nézve

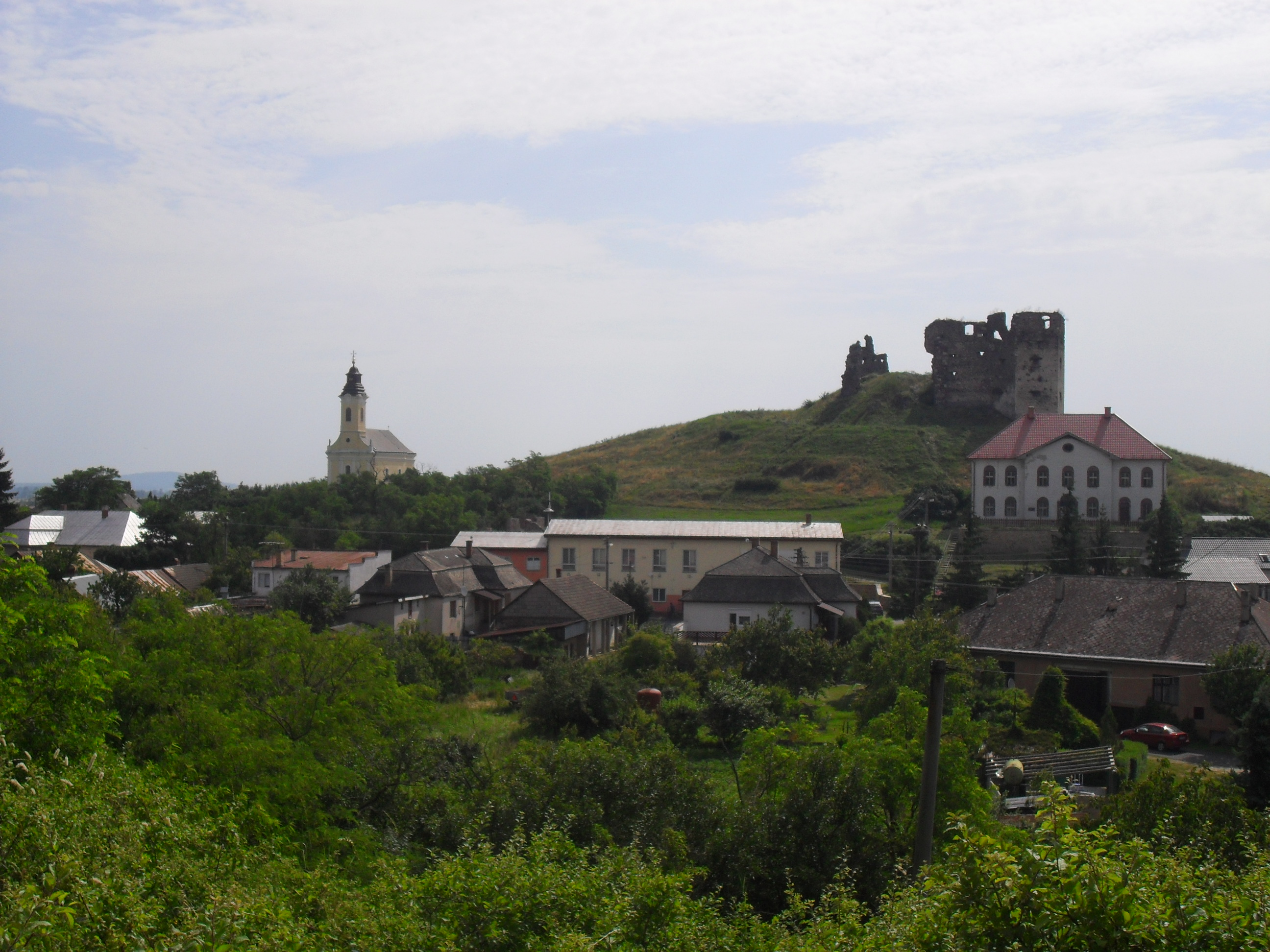
Kilátás a falura és a várra a református templomtól

## Fekvése

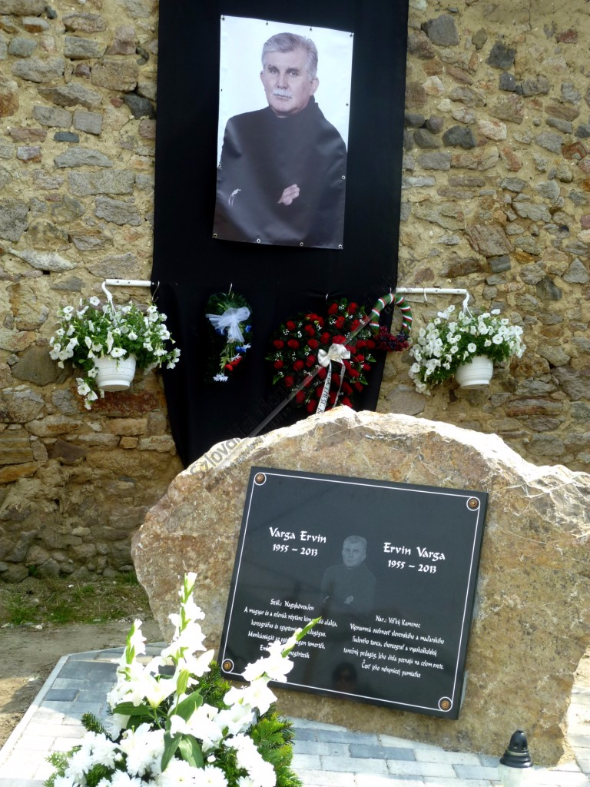
Varga Ervin emléktábla

Királyhelmectől 15 km-re délnyugatra, a magyar határ mellett fekszik.

## Története
1283-ban említi először oklevél, ekkor a Rátold nembeli Mátyás birtoka volt. 1287-től a Baksa nemzetségé. A falu a 14. században a Baksa nembeli Soós és Szerdahelyi családok birtoka. Nagykövesd néven 1358-ban említik először.
Várának építését homály fedi, annyi biztos, hogy írásosan először 1323-ban említik. A várat a 15. század közepén, 1451-ben Giskra hadai foglalták el, majd 1459-ben Mátyás király serege visszafoglalta. Ettől kezdve a 16. század elejéig a Pálócziaké volt, majd 1504-ben a Perényiek szerezték meg. 1556-ban a Szapolyai János pártján álló Némethy Ferenc foglalta el, majd 1588-ban Telekessy Imre felsőmagyarországi főkapitány, Ferdinánd király híve ostrommal vette be. Az 1500-as évek végén kisebb megszakításokkal újból a Baksa nemzetségbelieké lett, és az övék is maradt 1672-ig, amikor a birtokos Soós György belekeveredett a Wesselényi-féle összeesküvésbe. 1673-ban a várat Coob tábornok császári csapatai felgyújtották és elhagyták. Falai a 18. század első felében még épek voltak, de kövei egy részét később a Szirmay-Fischer család kastélya és a római katolikus templom építésénél elhordták.
A 18. század elején a Klobusitzkyak, majd részben Szirmay Antal a tulajdonos. Később a Fischer család is résztulajdonosa lett. 1715-ben 11 lakatlan és 10 lakott háza volt. 1787-ben 67 házában 427 lakos élt.
A 18. század végén Vályi András így ír róla: „Nagy Kövesd. Magyar falu Zemplén Várm. földes Urai több Uraságok, lakosai katolikusok, többen reformátusok, fekszik Kis Kövesdnek szomszédságában, határja két nyomásbéli, mindent meg terem, szőlő hegye középszerű bort terem, erdeje kevés, egyéb minéműségei mint Kis Kövesdé. E’ helység felett vagyon egy meredek kemény kősziklán épűlt Vár, mellyben egy 4 szegletre ki faragott kő kút van, de mivel kövekkel teli van hányva haszon vehetetlen, piatzok Újhelyen van.”
1828-ban 105 háza volt 772 lakossal. Lakói mezőgazdasággal, szőlőtermesztéssel foglalkoztak.
Fényes Elek 1851-ben kiadott geográfiai szótárában így ír a faluról: „Kövesd (Nagy), Zemplén vmegyében, magyar falu, 201 római, 131 g. kath., 615 ref., 41 zsidó lak. Ref. anyaszentegyház. Szép szőlőhegy. Van itt egy sziklahegyre épült régi vár is, melly 1673-ban rontatott le, és 763 h. szántóföld. F. u. b. Fischer, kinek itt kastélya van, – és Szirmay.”
A 19. század végén nagyrészt a Windischgrätz, Jósika és Gedeon családok birtoka.
Borovszky Samu monográfiasorozatának Zemplén vármegyét tárgyaló része szerint: „Nagykövesd, a bodrogközi járásban fekvő kisközség, 116 házzal és 1229 magyar lakossal, a kik túlnyomó részben ev. ref. vallásúak. Századokon át jelentős pontja volt a Zemplén vármegyében lezajlott történelmi eseményeknek s hajdan erős vára körül sok véres ütközet folyt le. A vár eredetére nézve eltérők a vélemények. Egyik szerint 1040 körül már fennállott. Mások szerint Loránt építtette 1247-ben, kinek fiai 1280-ban elcserélték a várhoz tartozó birtokot Micz bán fiaival. Más változat szerint a vár 1247-ben már a leleszi prépostságé volt. Némely iró meg azt vitatja, hogy 1283-ban épült s a Rathold nemzetségből való Loránt, a Lorántffyak őse építtette, a ki IV. László király ellen föllázadván, ez Micz bánt és Finta nádort küldte ellene. A csatában állítólag maga Loránt is elesett és a várat Micz bán kapta. Végül még egy forrás 1280-ban Simon fiát Györgyöt nevezi meg a vár birtokosaként. Abban az időben Kuezd, Kuuesdi, Csud, Kuestd, Kuuestd alakban szerepel. A XIV. században (1323-ban) a Micz bán nemzetségéből származó Soós és Szerdahelyi családokat uralja, a kik másfél századon át vitatták fegyverrel egymás jogát a várhoz. 1358-ban már egyedül a Szerdahelyi családot találjuk benne; egy századdal később, vagyis 1446-ban azonban ismét a Soósokat látjuk a birtokban, a kiktől a Szerdahelyiek ismét elfoglalták; de 1450-ben a Soós testvérek, György és Miklós, Hunyadi Jánostól visszakapják. Egy ideig Giskra cseh hadai is táboroztak a várban a kikkel itt kötött egyezséget Hunyadi János. Mások szerint 1451-ben foglalták el a várat és csak 1459-ben űzte ki őket onnan Mátyás király. 1505-ben a Szerdahelyi családot látjuk ismét birtokában, a következő évben azonban a vár Tokajhoz tartozott és Literáti volt az ura. 1526-ban Szerdahelyi László átíratta a várat és uradalmat feleségére, Werebélyi Margitra. 1556-ban a Szapolyai-párti Némethy Ferencz bevette Izabella királyné részére, de két évvel később Telekessy Imre császári vezér Ferdinánd király számára visszahódította. 1560-ban Serédy Benedeket iktatták a birtokába, de később visszaszállt a Micz bán ivadékokra, ismét föltámasztva a rokon családok pörösködését. 1572-ben ugyan rövid időre megszakítja a többi Micz bán ivadék vetélkedését Bocskay Gergely azzal, hogy a maga számára foglalja el a várat, de azt három évvel később kénytelen volt a vele rokon Soósoknak átadni, a kik azt tőle elperelték. 1575-ben Serédy Gáspárt említi egy okirat a vár birtokosaként, 1609-ben pedig báró Bocskay Miklóst. A Micz bán ivadékok szünetlen pörösködésével múlik el ezután több mint fél évszázad, míg végül Soós György nyeri el a birtokot, de 1672-ben a Wesselényi-féle összeesküvésbe keveredvén, menekülni kénytelen s a birtokra az államkincstár teszi a kezét. A következő évben a császáriak légbe röpítették a várat, a mely azóta felépítetlen rom. 1690-ben Barkóczy Éva, Soós György özvegye, kegyelem útján visszakapta a birtokot, ki után leányágon, Klobusiczky Ferenczné révén a Klobusiczky családra száll át. A mult században ezen a családon kívül, 1803-ban, báró Fischert látjuk a birtokban. 1882-ben már herczeg Windischgraetz a földesúr, de része van benne báró Jósikának és Gedeon Aladárnak is. Három kastély van a községben. Két temploma alig százéves. Nagykövesd körjegyzői székhely, posta- és távíróállomással;vasúti állomása Szomotor.”
1920-ig Zemplén vármegye Bodrogközi járásához tartozott, majd az újonnan létrehozott Csehszlovák államhoz csatolták. 1938 és 1945 között ismét Magyarország része.
A szovjet hadsereg 1944. november 27-én vonult be a faluba.

## Népessége
| Év:            | 1994. | 2004.   | 2014.   | 2024.    |
| -------------- | ----- | ------- | ------- | -------- |
| Emberek száma: | 886   | 838     | 797     | 693      |
| Eltérés:       |       | -5,41 % | -4,89 % | -13,04 % |

| Év:            | 2023. | 2024.   |
| -------------- | ----- | ------- |
| Emberek száma: | 708   | 693     |
| Eltérés:       |       | -2,11 % |

1910-ben 1089-en, túlnyomórészt magyarok lakták.
2001-ben 848 lakosából 752 magyar és 85 szlovák.
2011-ben 806 lakosából 692 magyar és 70 szlovák.

## Kultúra
2002-ben megnyitotta kapuit az Ilona Alkotóház, mely nemcsak a település, de a régió kulturális, művészeti központjává vált. 2006-ban a Bodrogköz Kultúrájáért Társulás Információs és Kulturális Központot avatott az Ilona Alkotóházban.

## Nevezetességei
- A falu feletti dombtetőn állnak Nagykövesd várának romjai.
- A vár köveiből épült meg a 2004-ig általános iskolának szolgáló egykori Fischer-kastély, a várdomb nyugati lejtőjén.
- Szlovákia Európai Uniós csatlakozásának megünneplésére 2004. május elején a Bodrogköz Kultúrájáért Társulás és a Falvak Kultúrájáért Alapítvány a faluban Európa Parkot hozott létre. Ekkor leplezték le Frech’ Ottó és Gergely István honfoglalás kori magyar harcost ábrázoló faszobrát.

### Emlékművek, emléktáblák
- A második világháború áldozatainak emlékműve a temetőben található.
- Felszabadulási emléktábla a községi hivatal falán.
- Emléktábla a Fischer-kastély falán.
- Varga Ervin emléktáblája – a református templom telkén található, a templomtól mintegy 250 m-re.

### Szakrális kisemlékek
- Szent Anna szobor, karján Szűz Máriával.
- Temetői nagykereszt (felújítva 2009-ben).
- Műkő feszület a katolikus templom előtt.
- Kopjafa a katolikus templom mellett.
- Reformáció 500 kopjafa a református templom előtt (leleplezve 2017. október 31-én).

### Neves személyek
- Itt született 1630 körül Buzinkai Mihály, sárospataki és gyulafehérvári református tanár.[6]
- 1912 és 1942 katolikus plébánosként a községben szolgált Dienes Adorján, pápai kamarás, a Regélő romok c. kötet szerzője.
- Itt született 1940. június 12-én Kövesdi János (Vaszily) író, műfordító.
- Itt született 1955. június 25-én Varga Ervin koreográfus, publicista, főiskolai tanár, vállalkozó, az Ifjú Szivek tánckarának művészeti vezetője és koreográfusa, később igazgatója.[7]

## Képtár

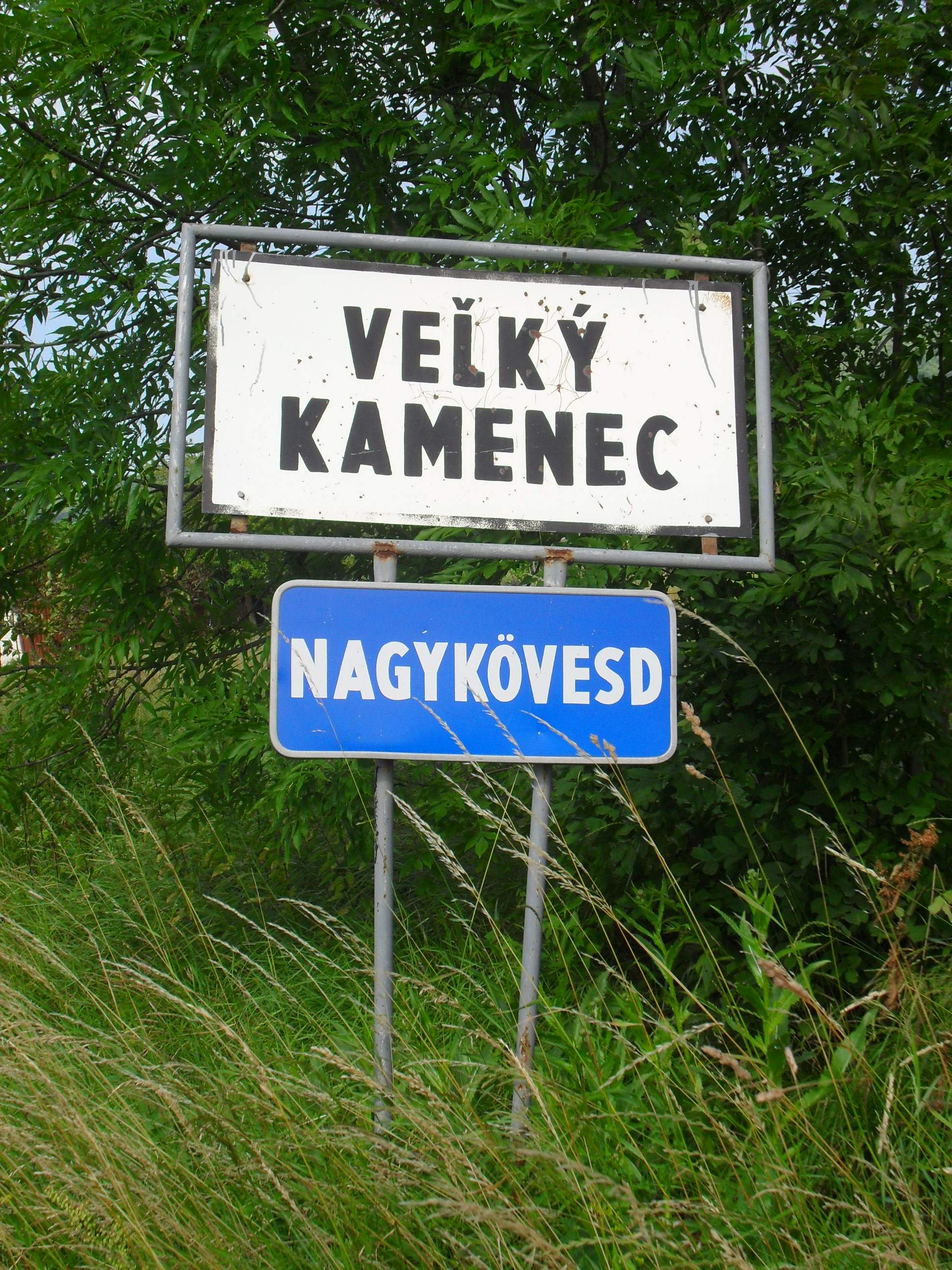
Kétnyelvű helységnévtábla
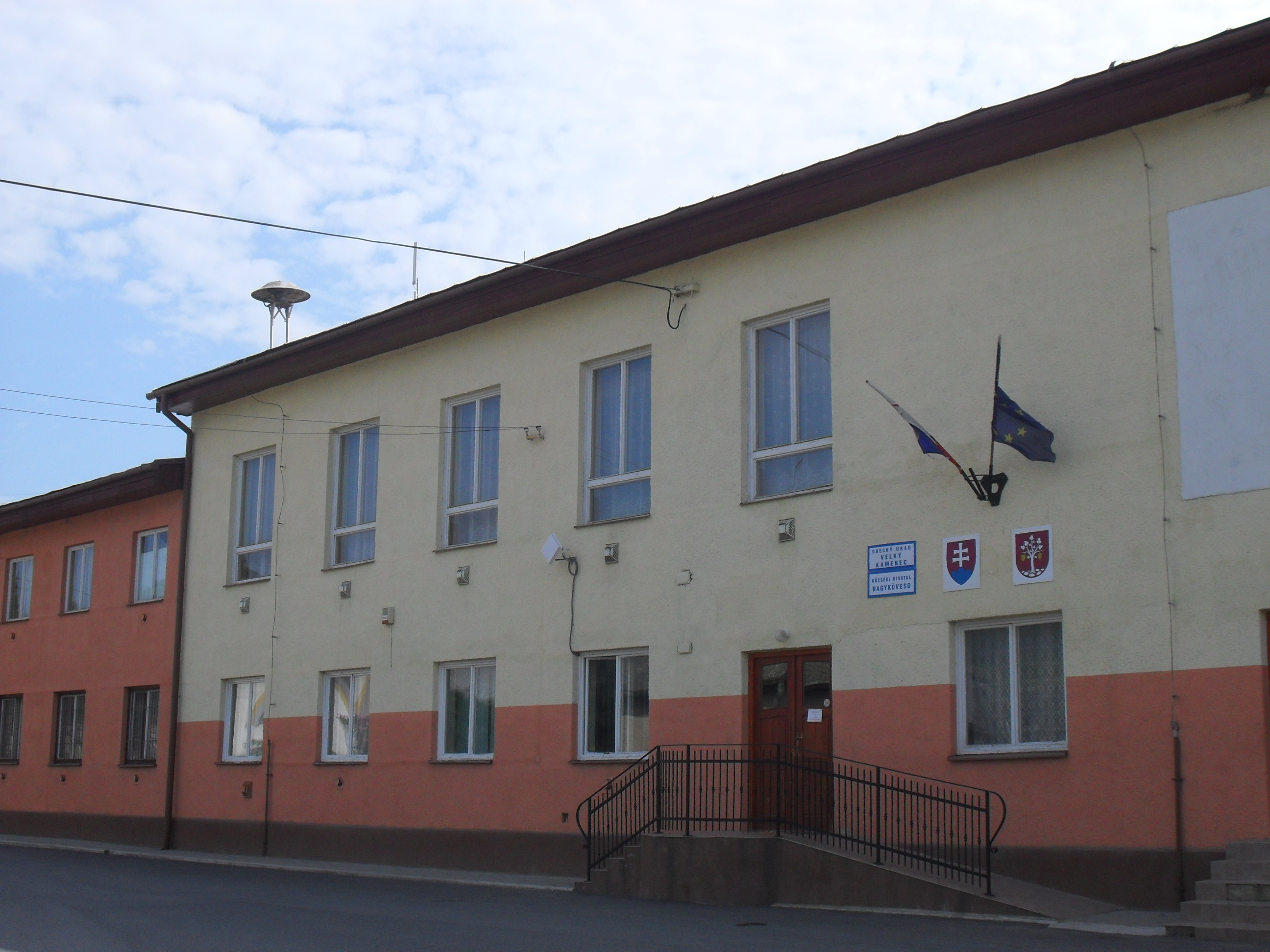
Községi hivatal
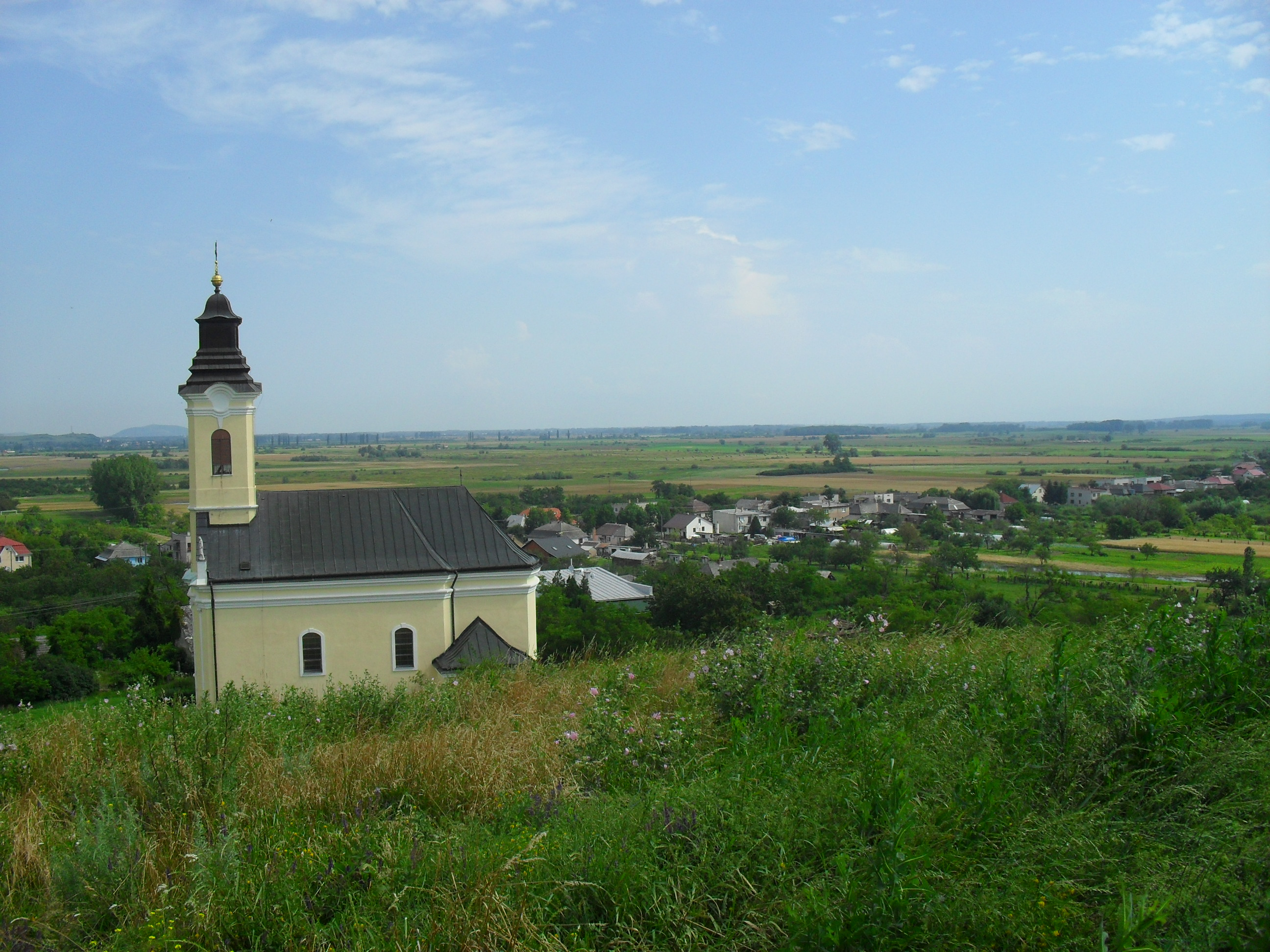
A katolikus templom látképe a várhegyről
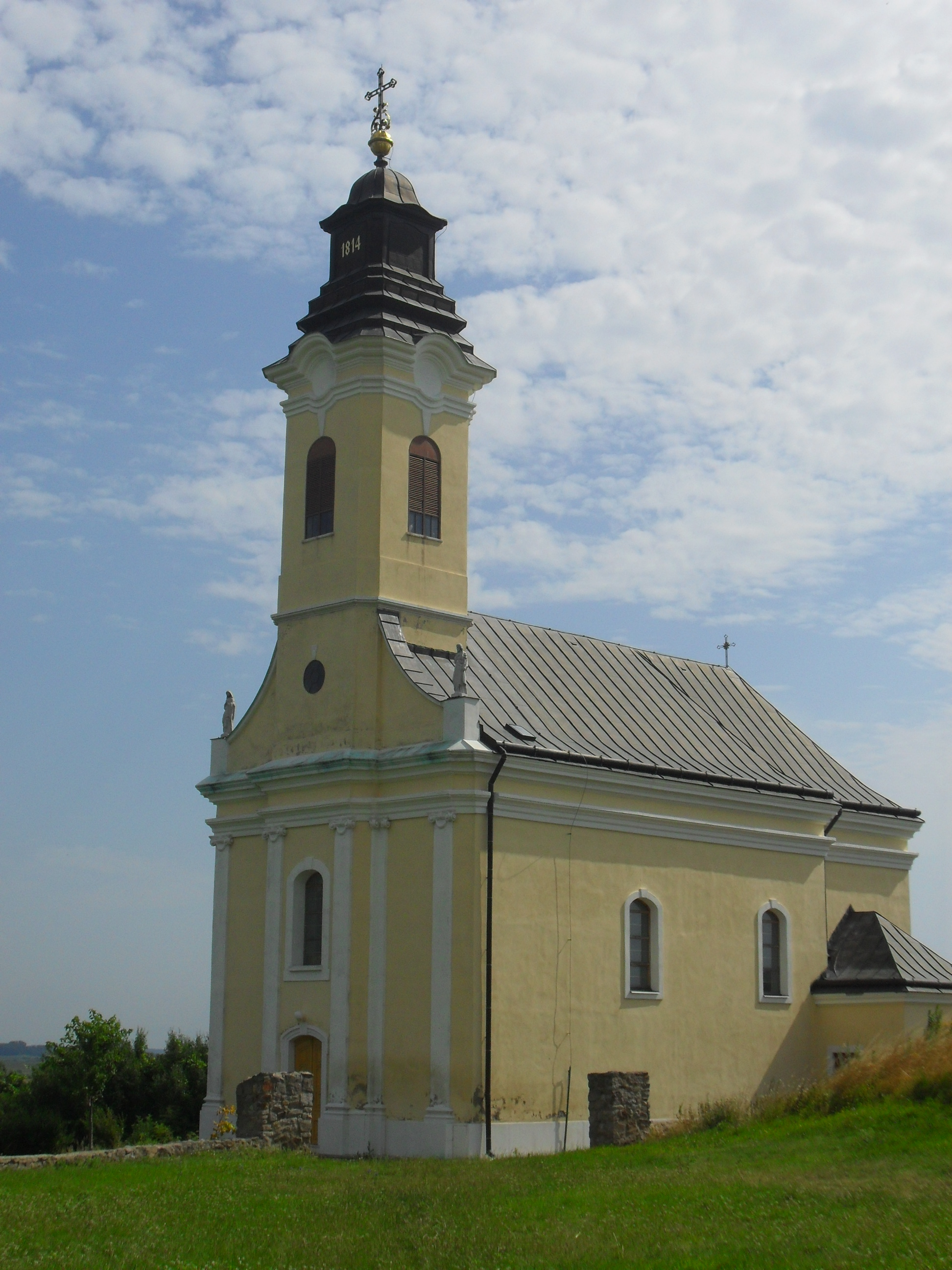
A katolikus templom
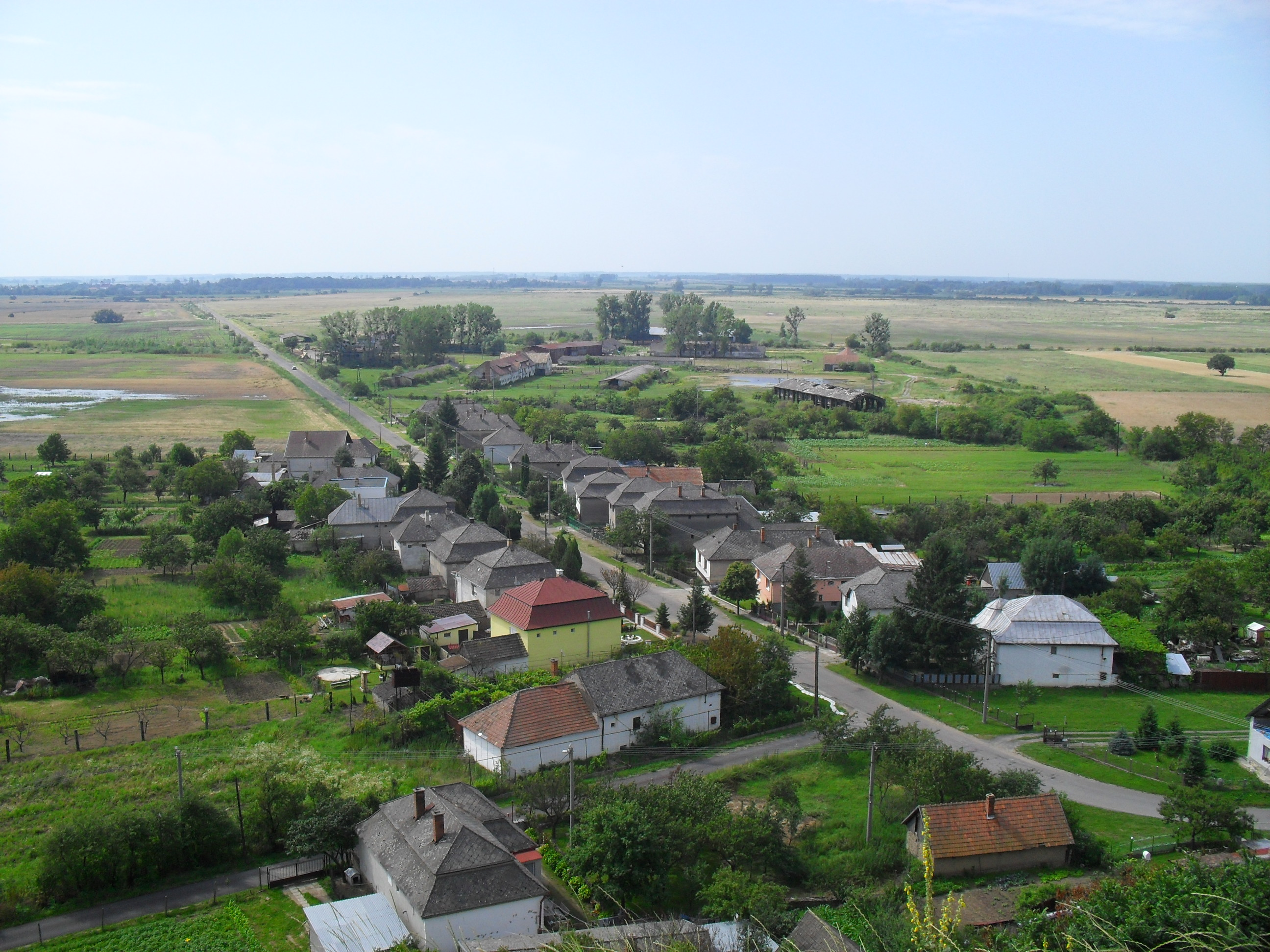
Kilátás a várdombról dél felé
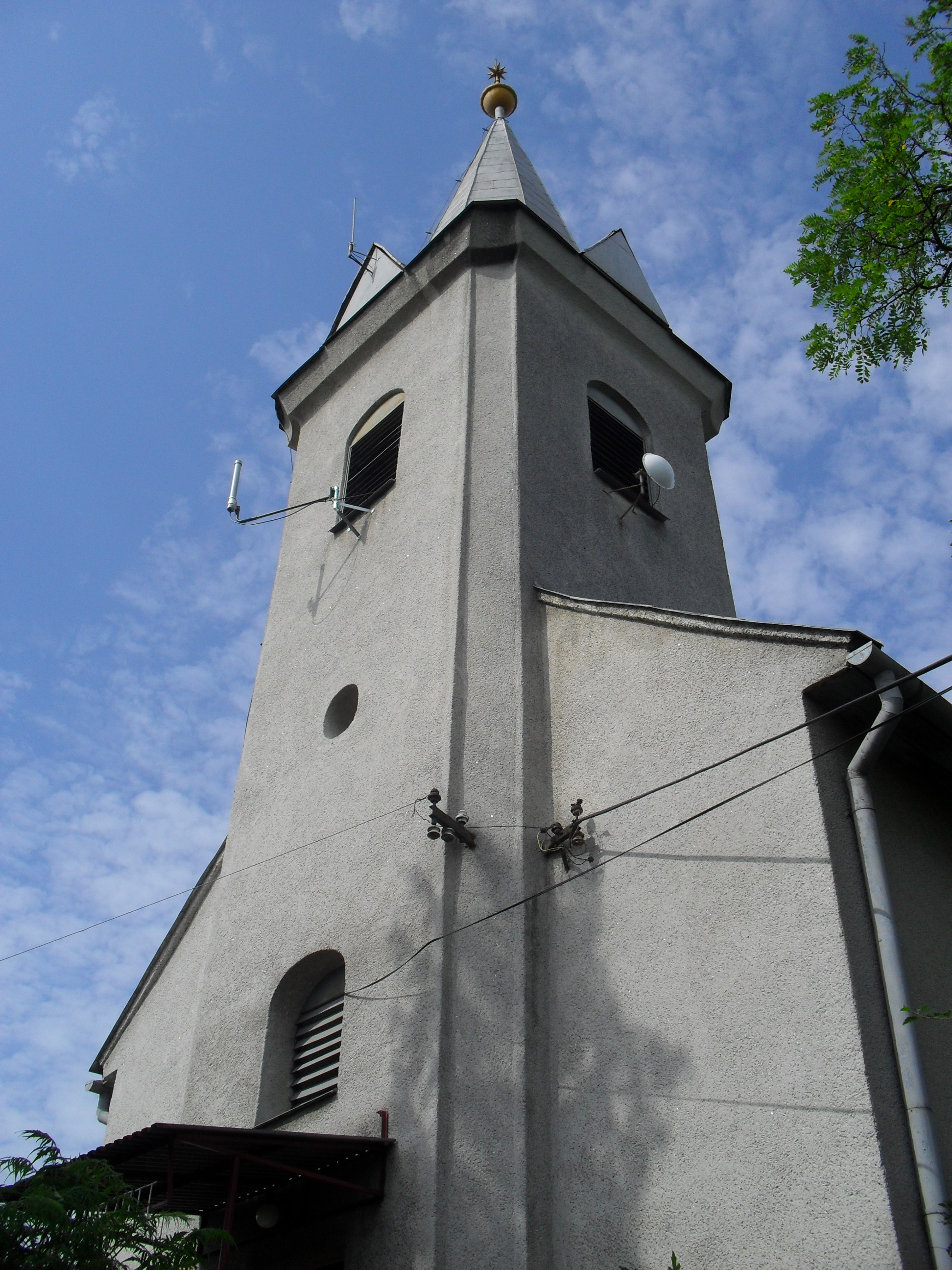
Református templom
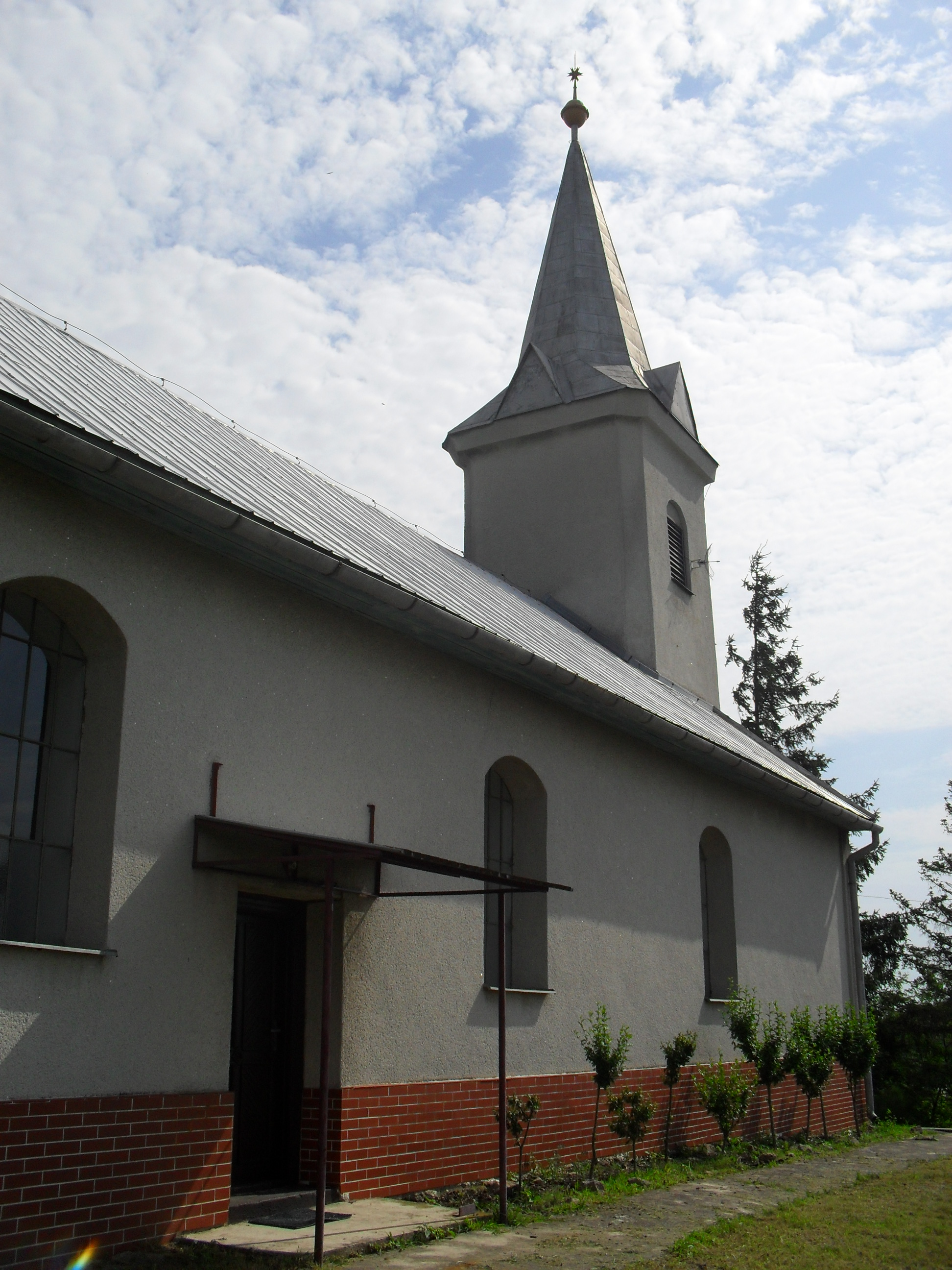
Református templom
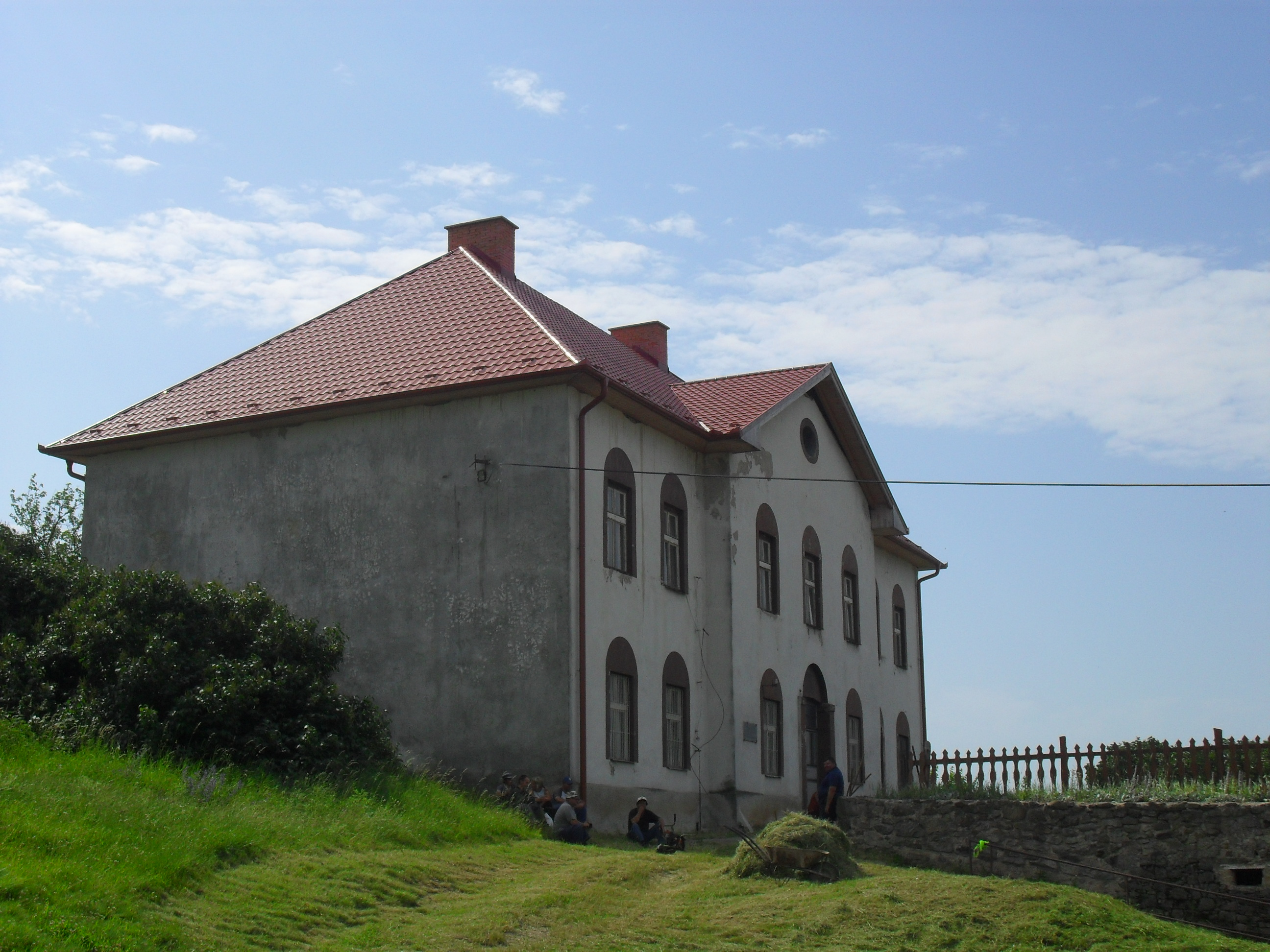
Fischer-kastély
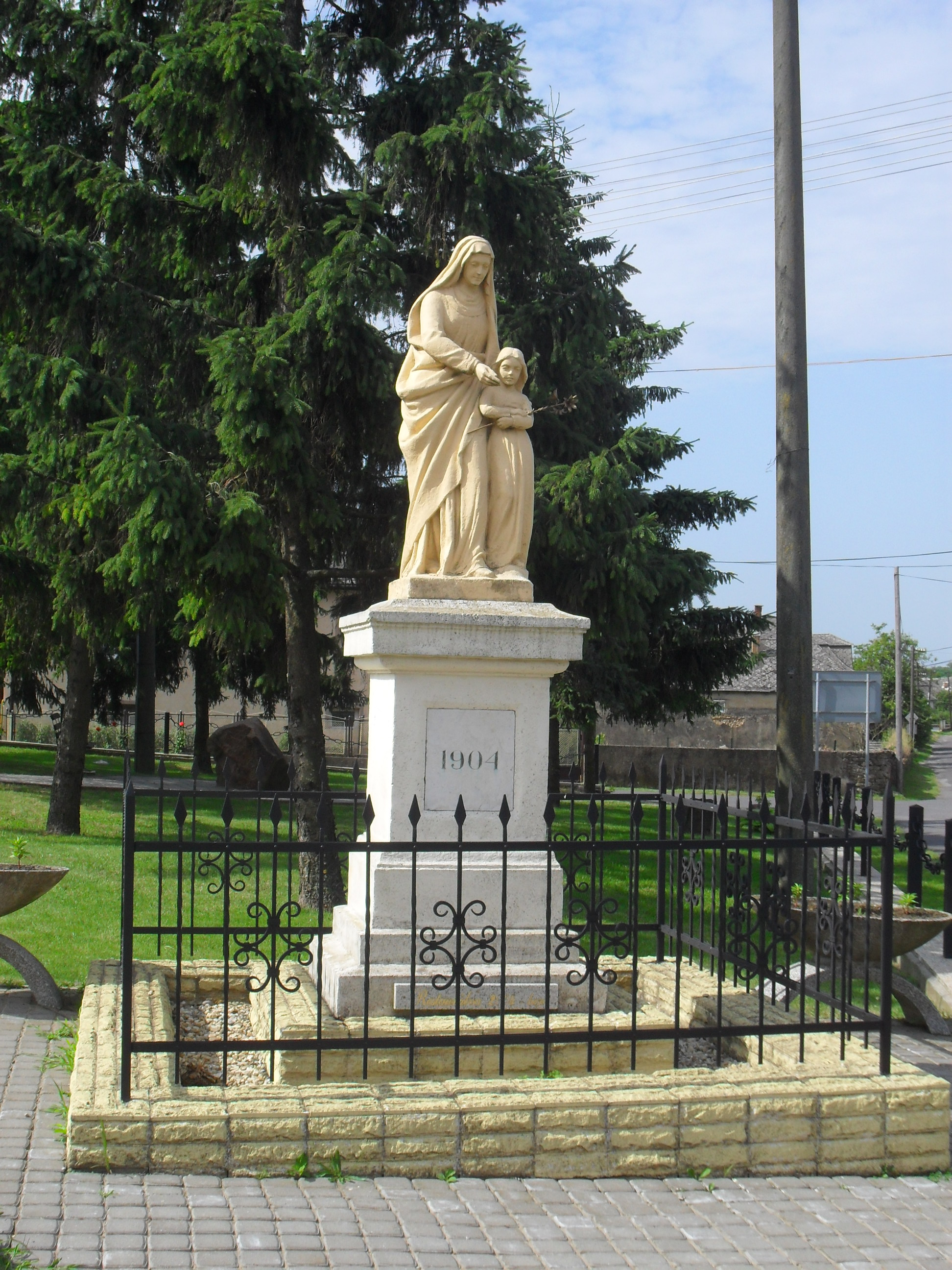
Szent Anna szobor, karján Szűz Máriával
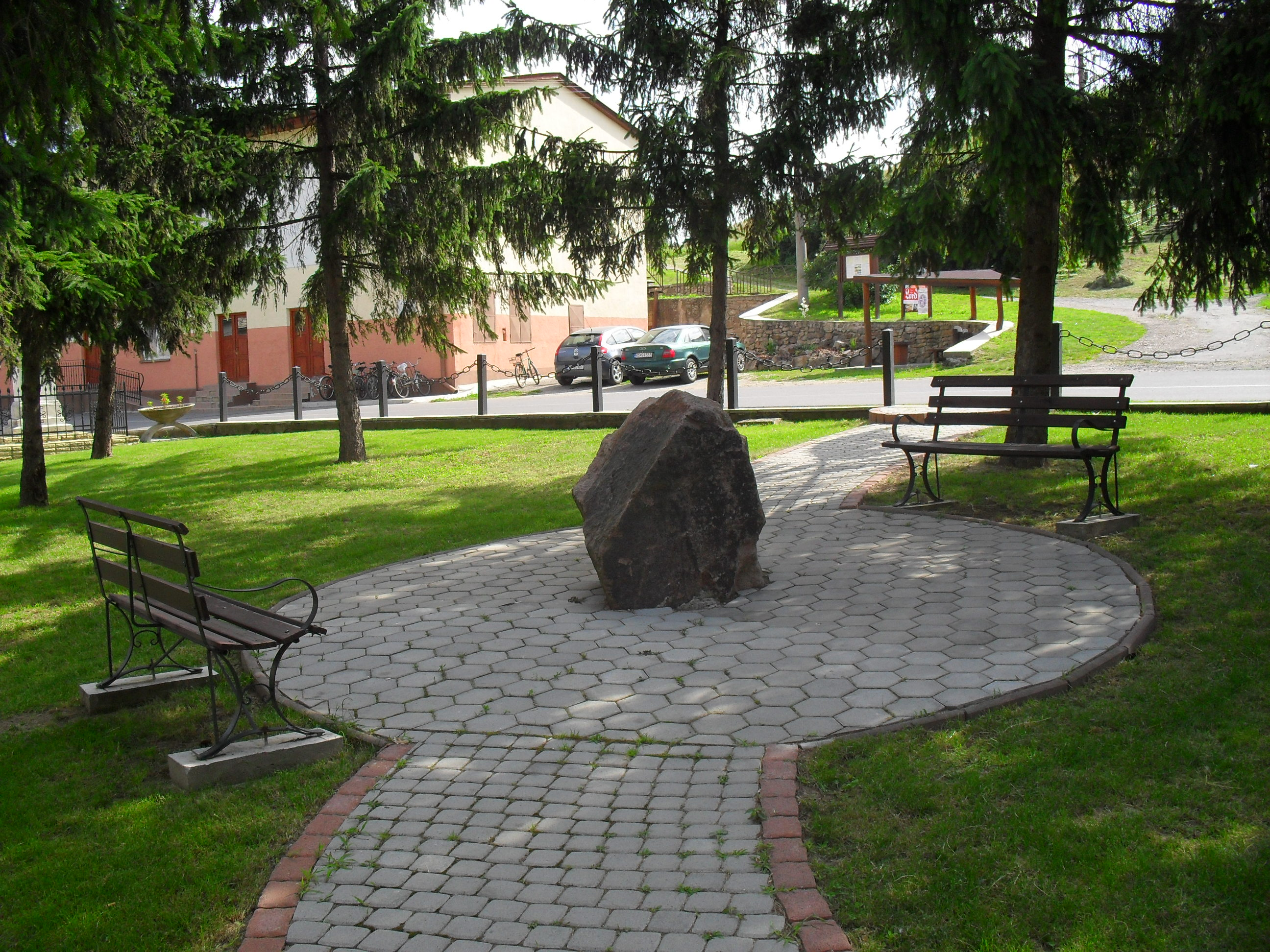
Kis park a községháza mellett
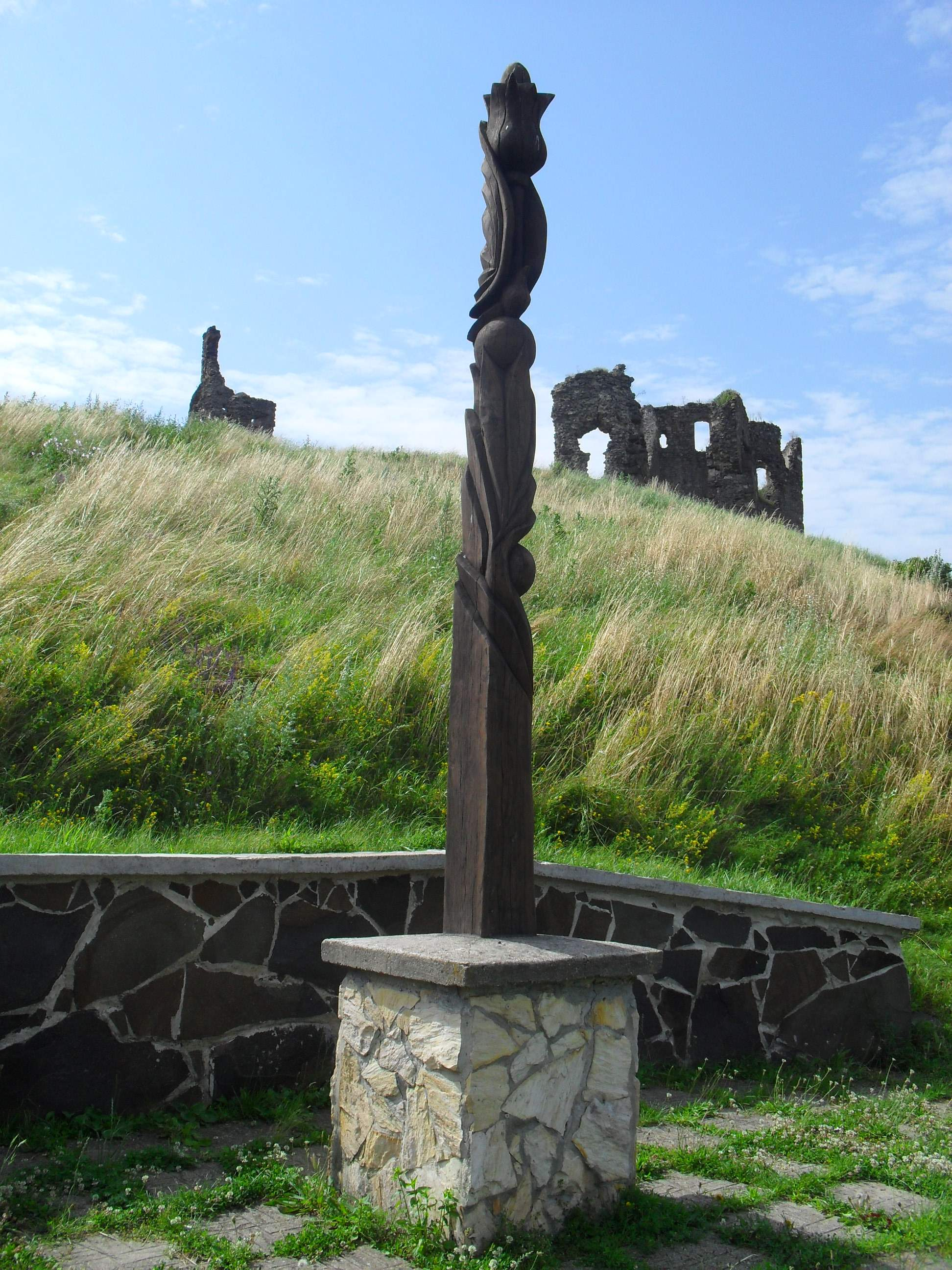
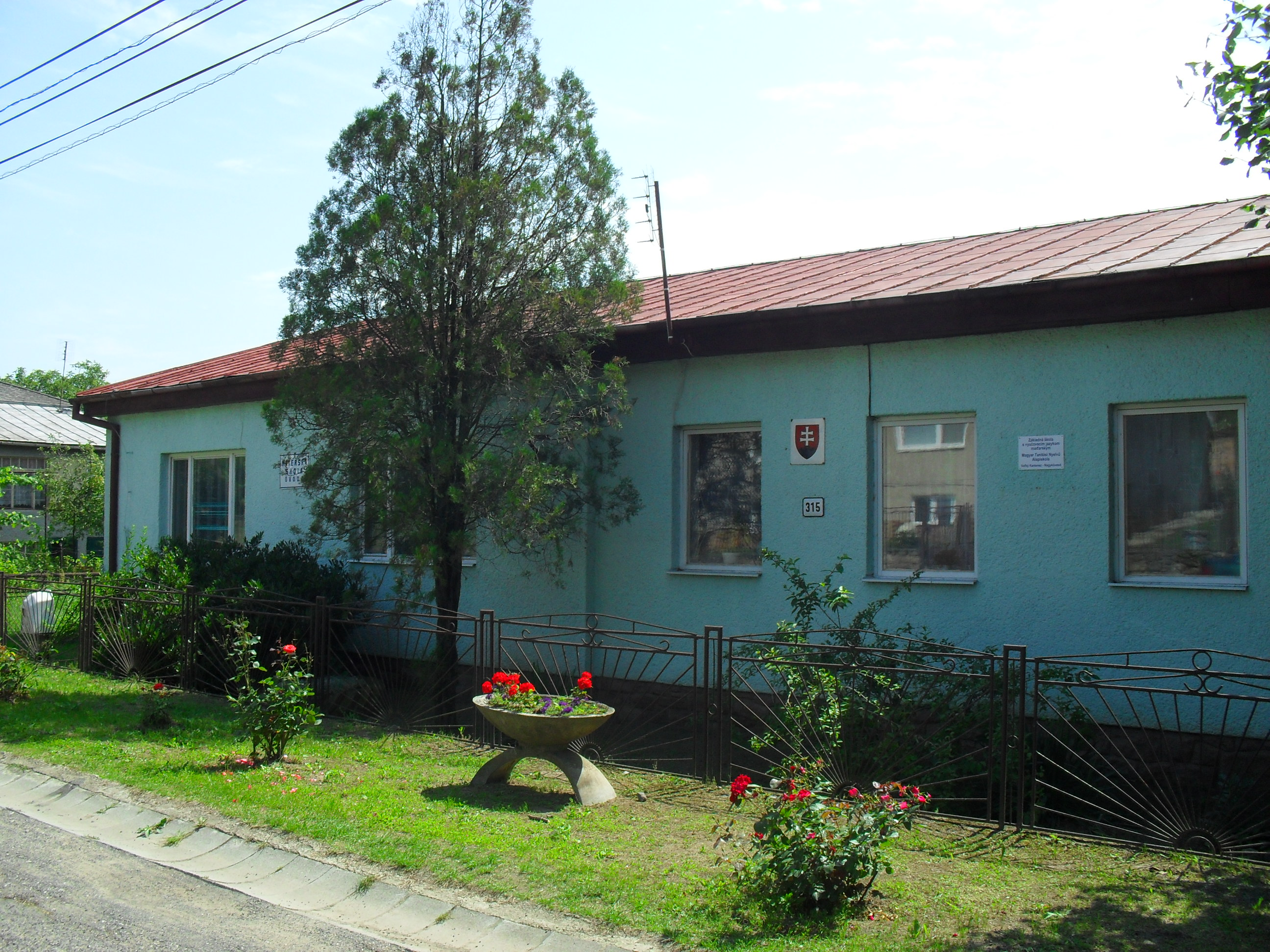
Óvoda
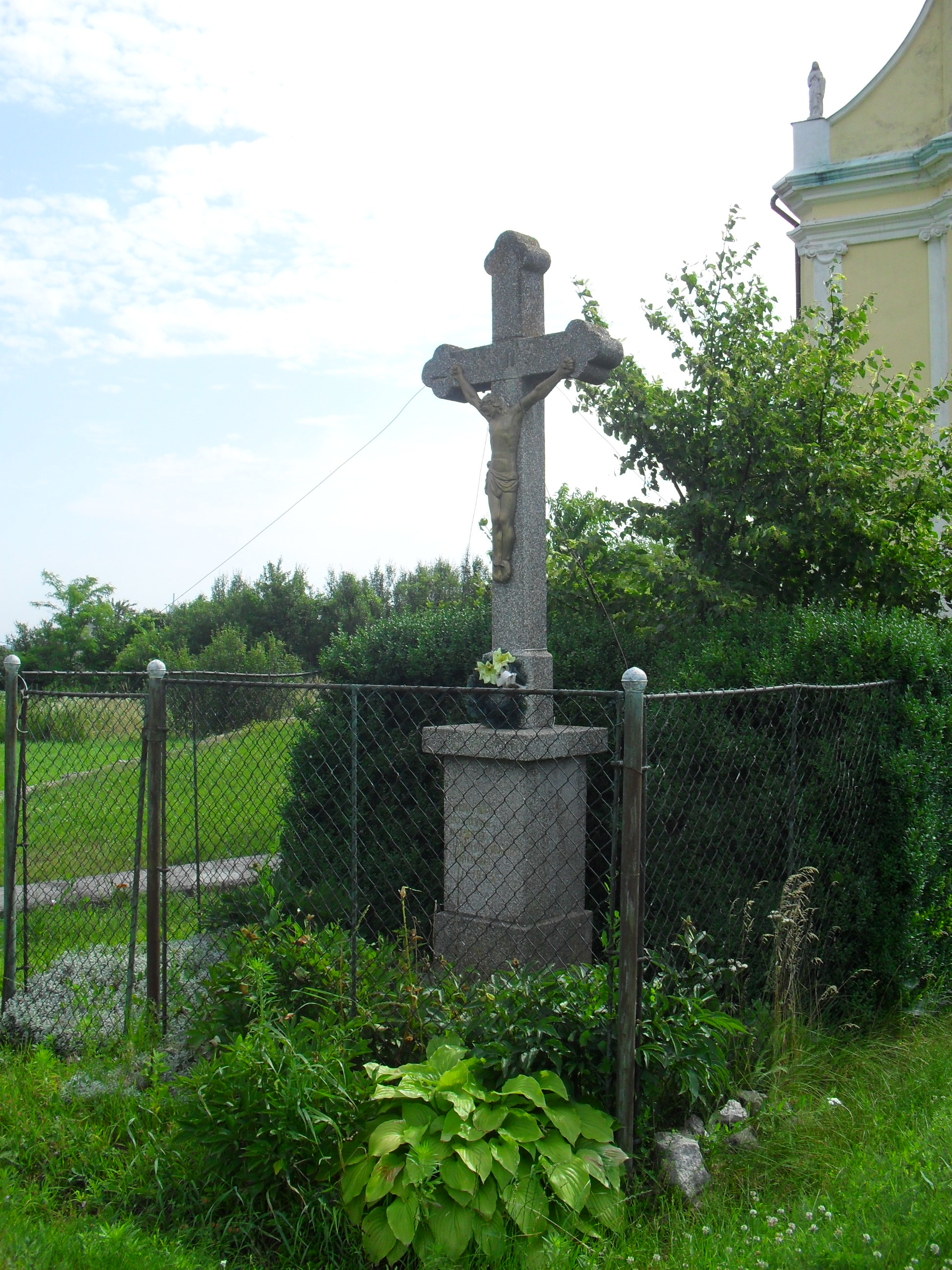
A katolikus templom előtt álló feszület
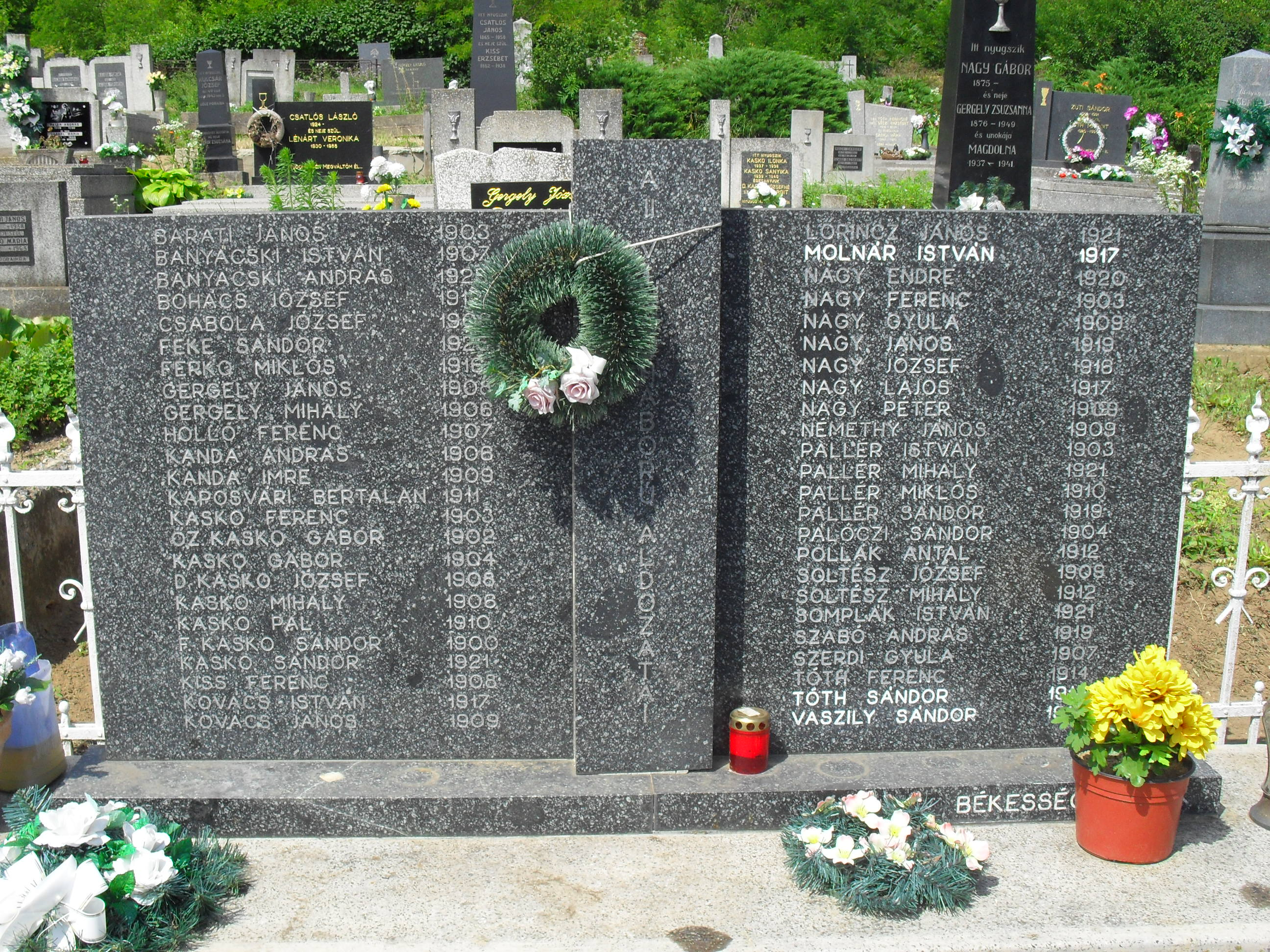
Második világháborús emlékmű
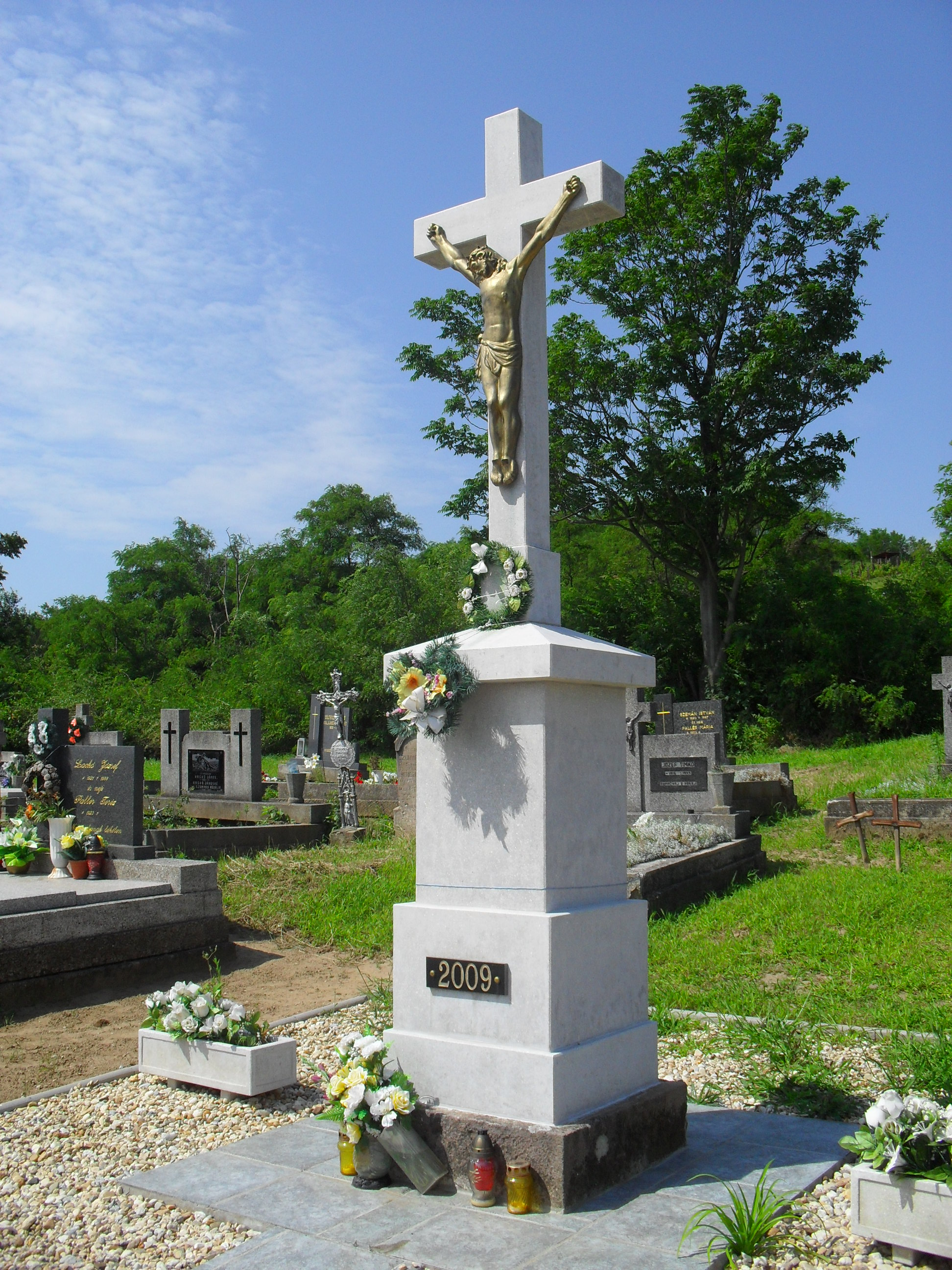
Temetői nagykereszt
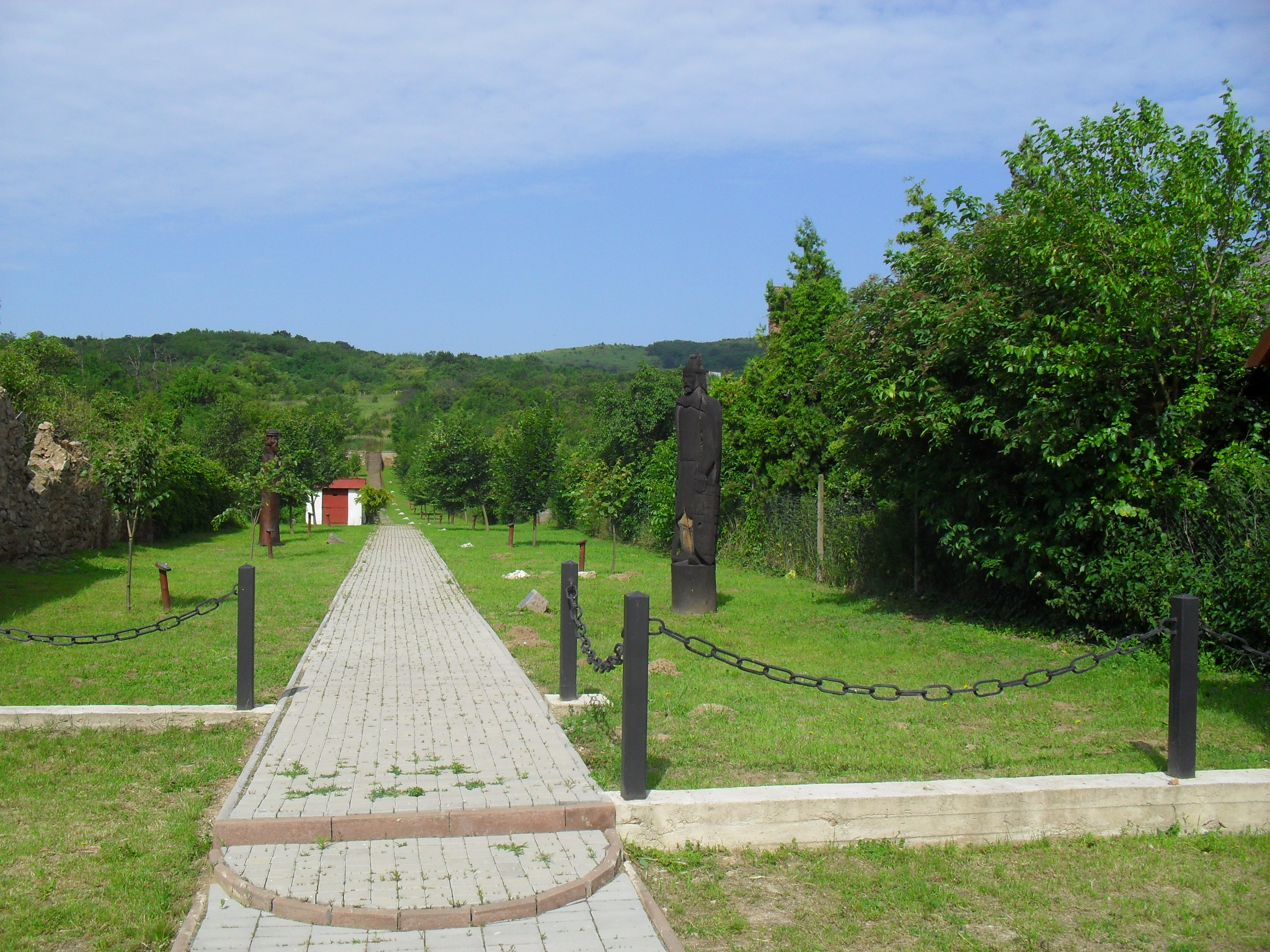
Európa Park
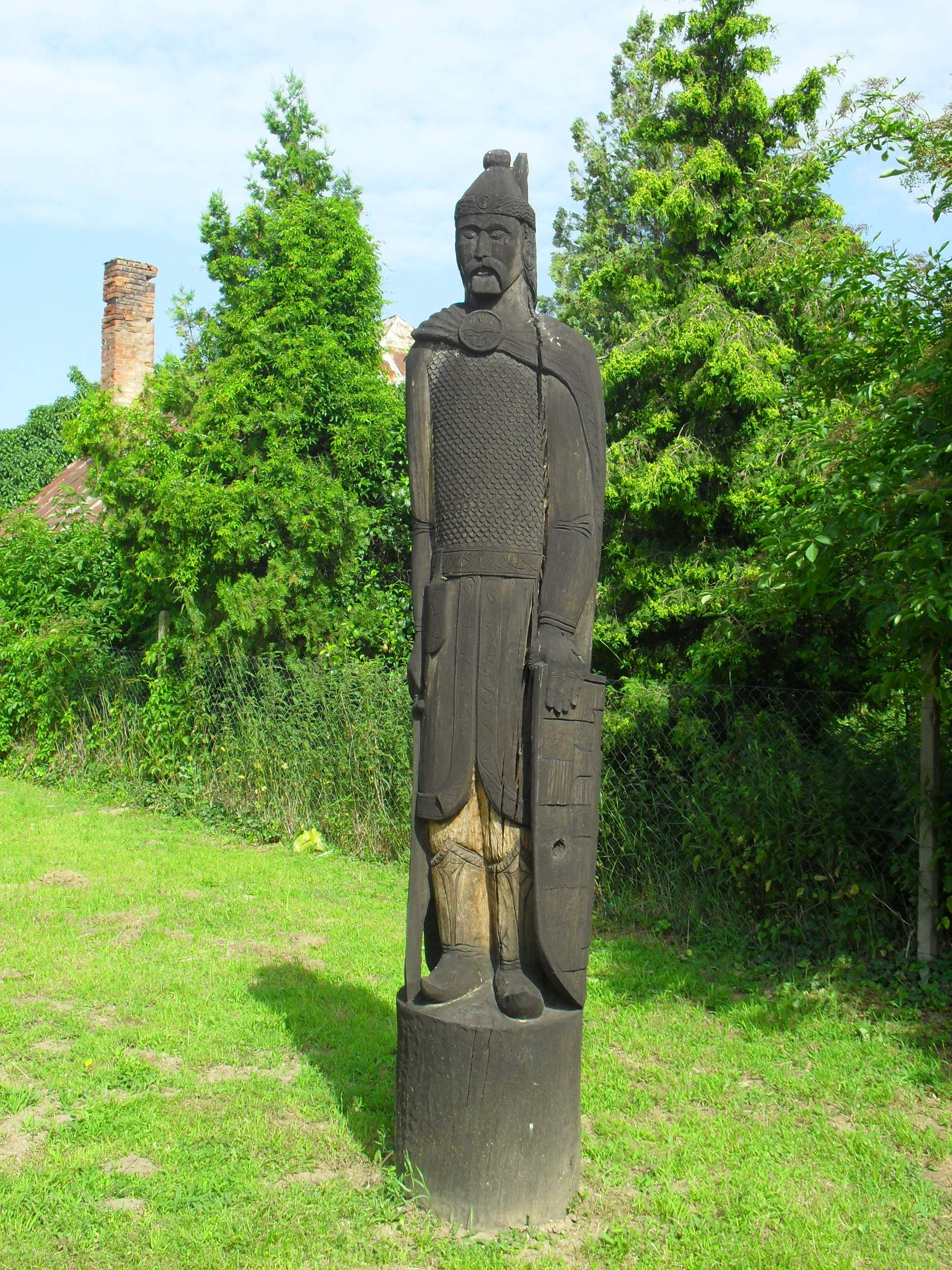
Katona faszobra az Európa Parkban
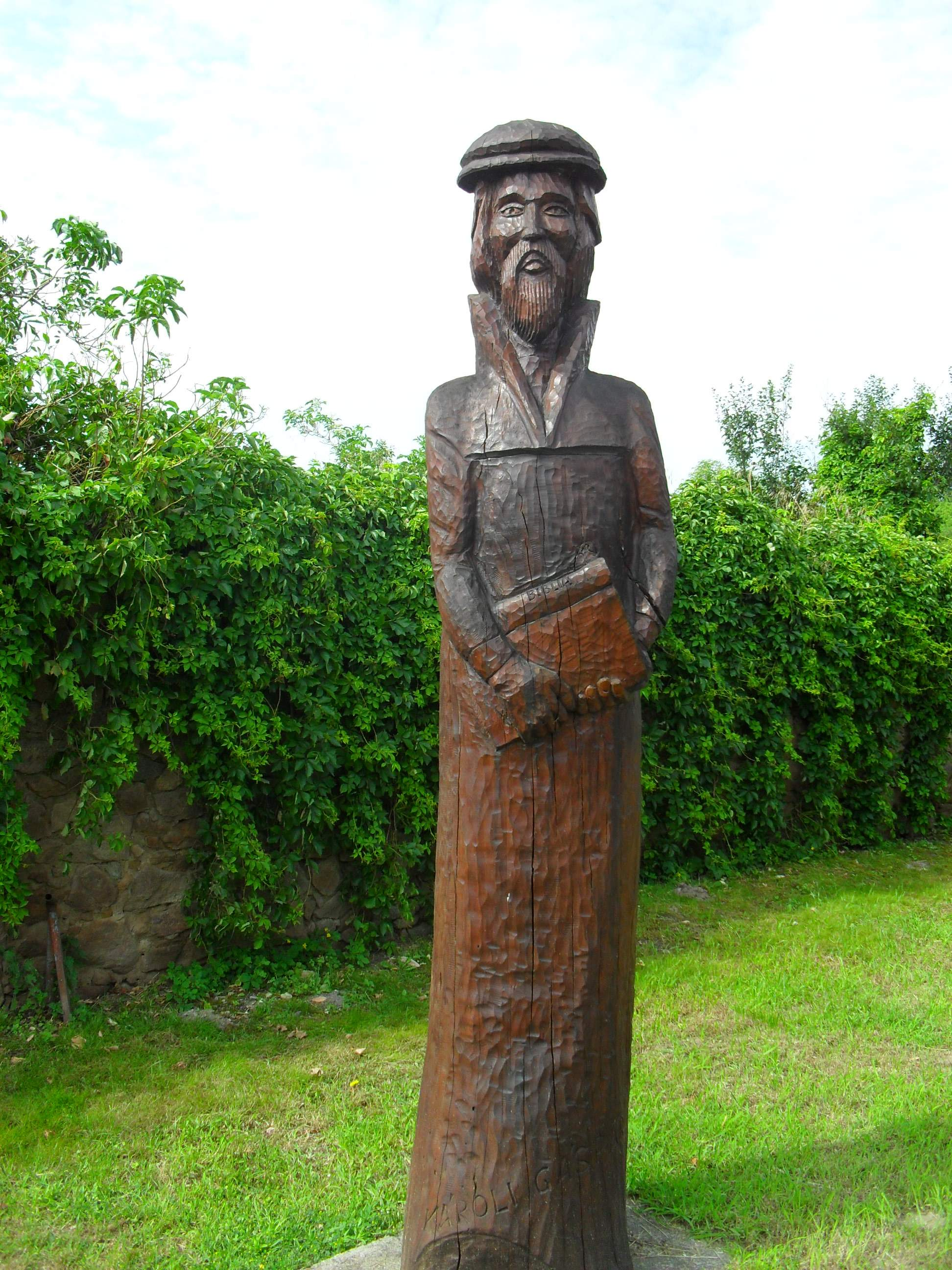
Károli Gáspár faszobra az Európa Parkban
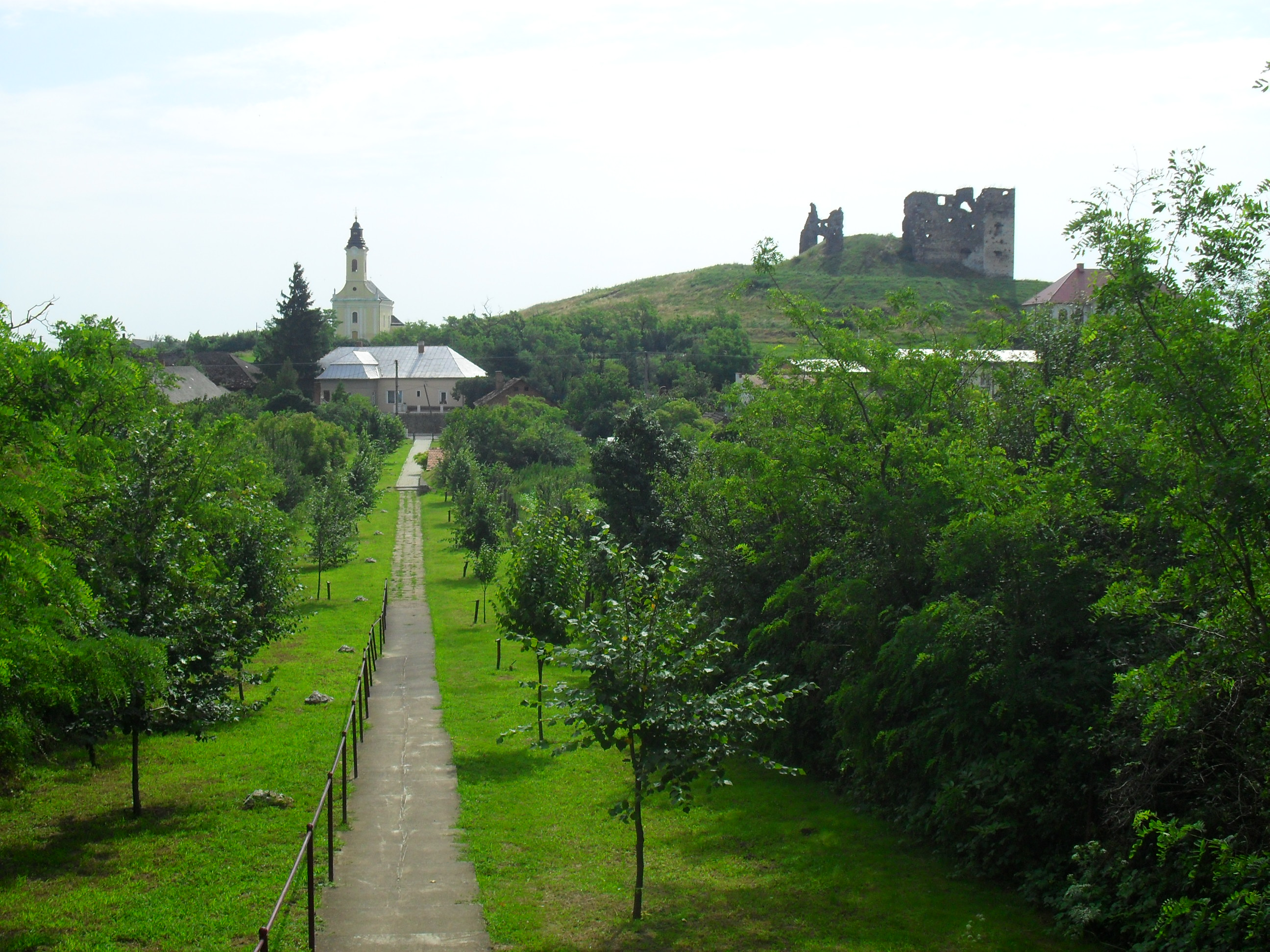
Európa Park
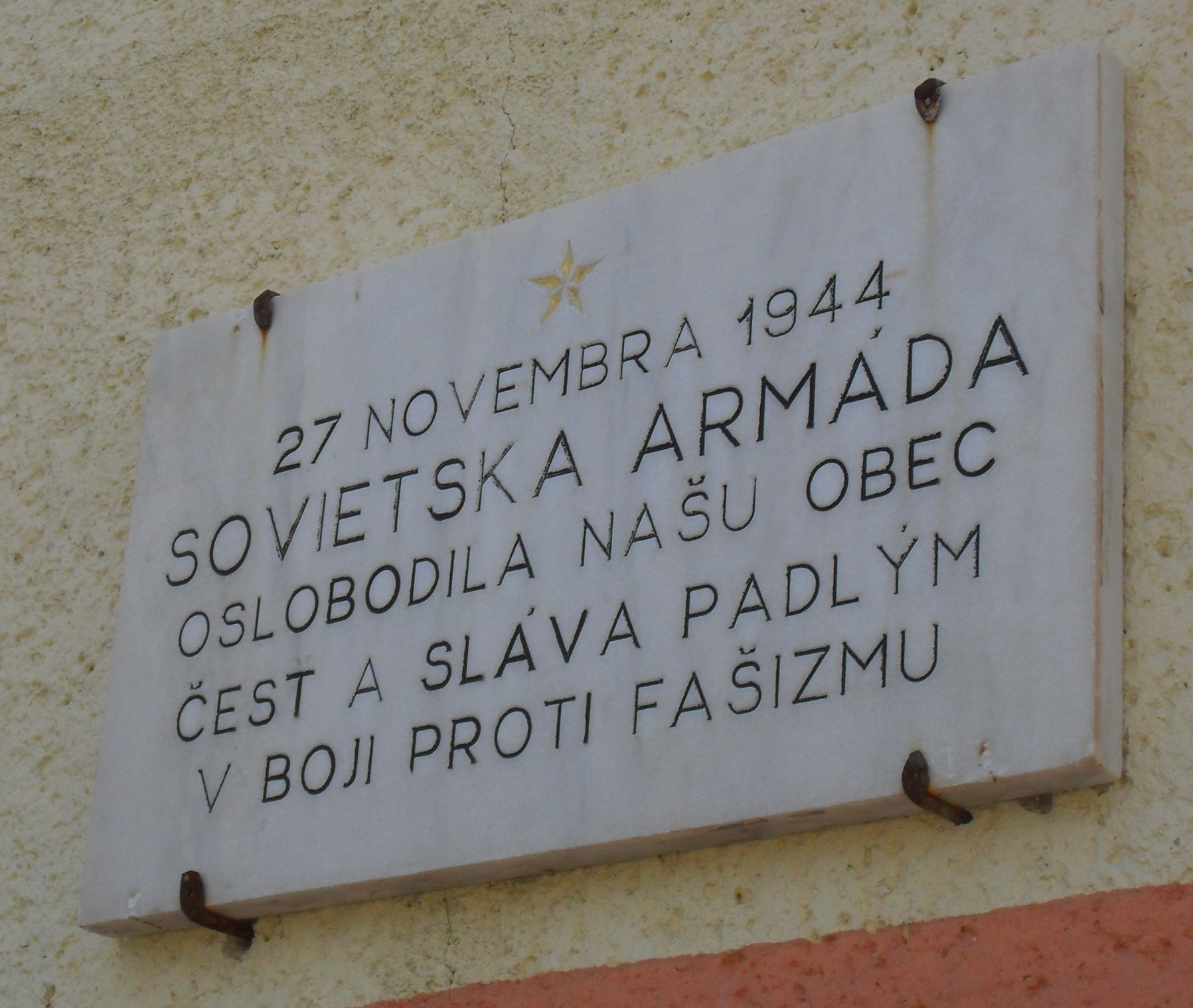
"Felszabadulási" emléktábla
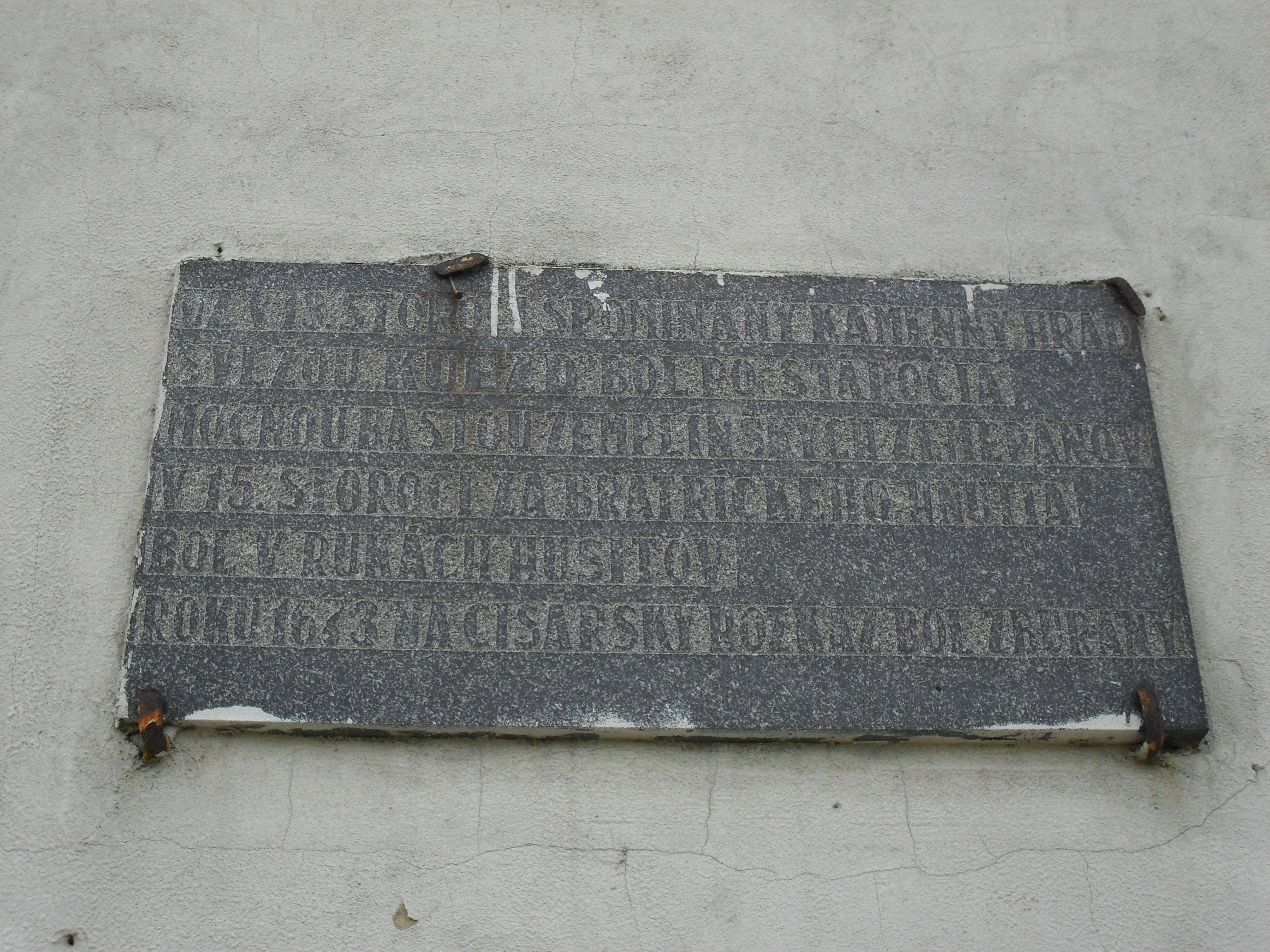
Emléktábla a kastély falán
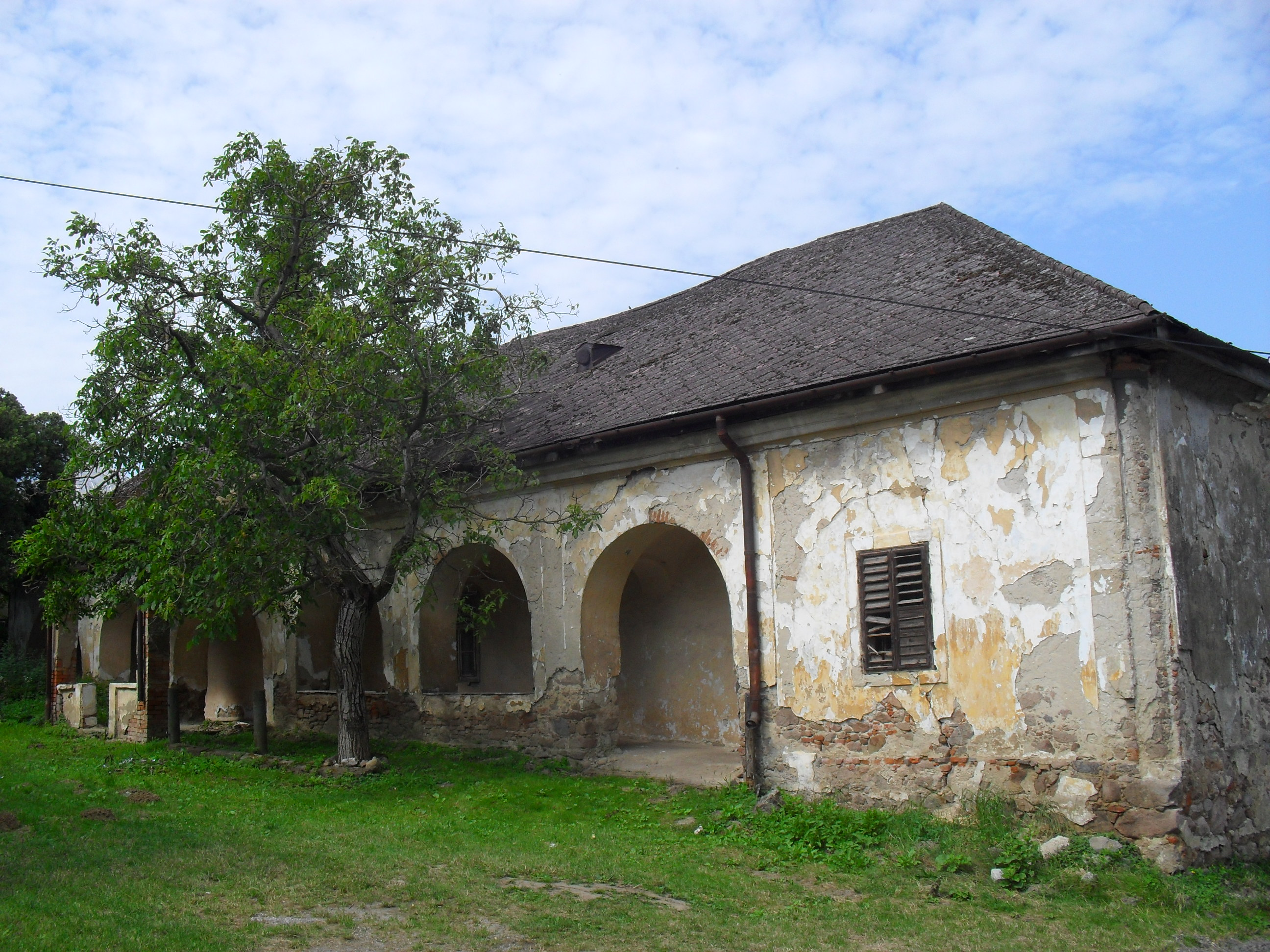
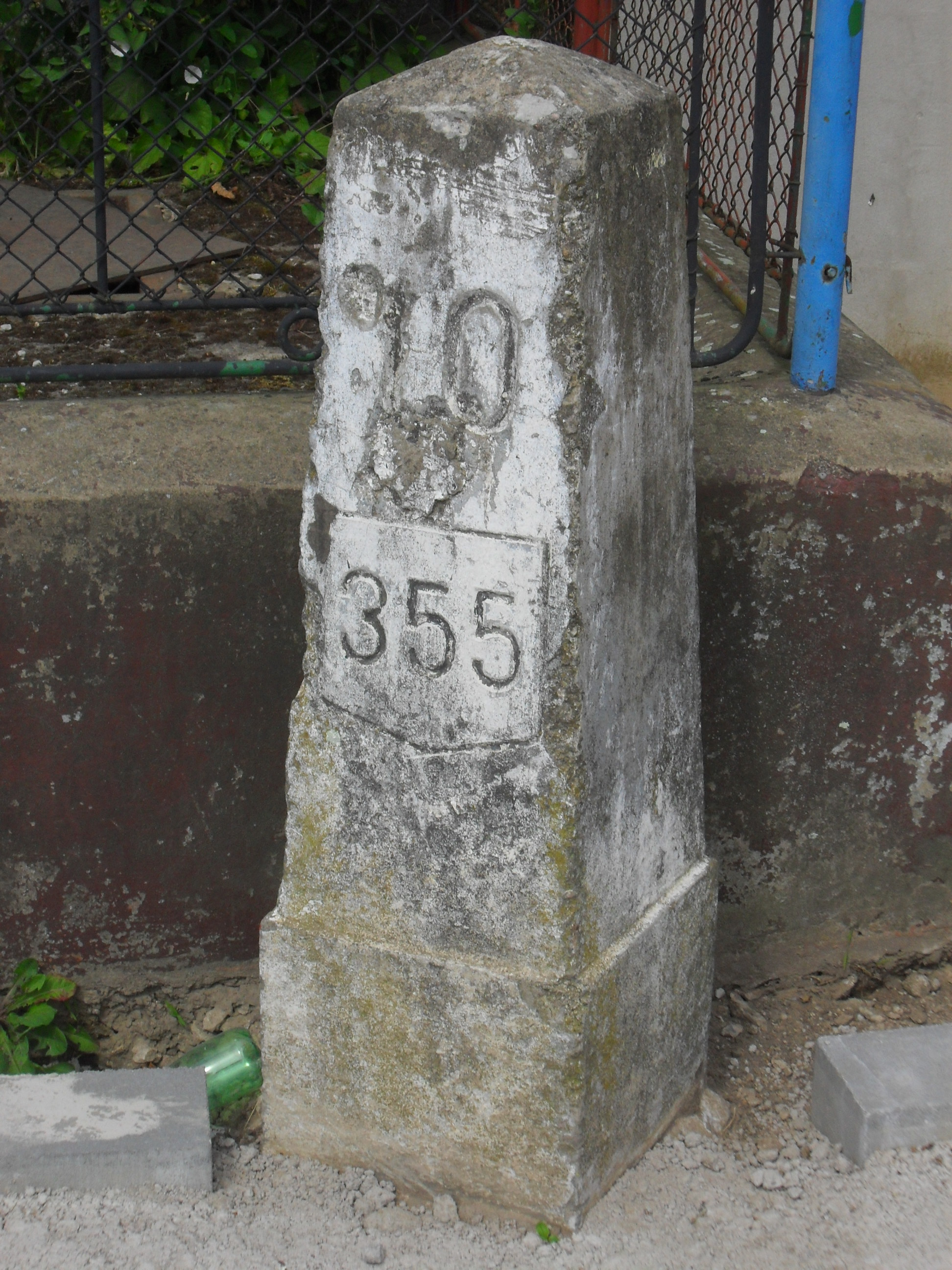
Régi kilométerkő
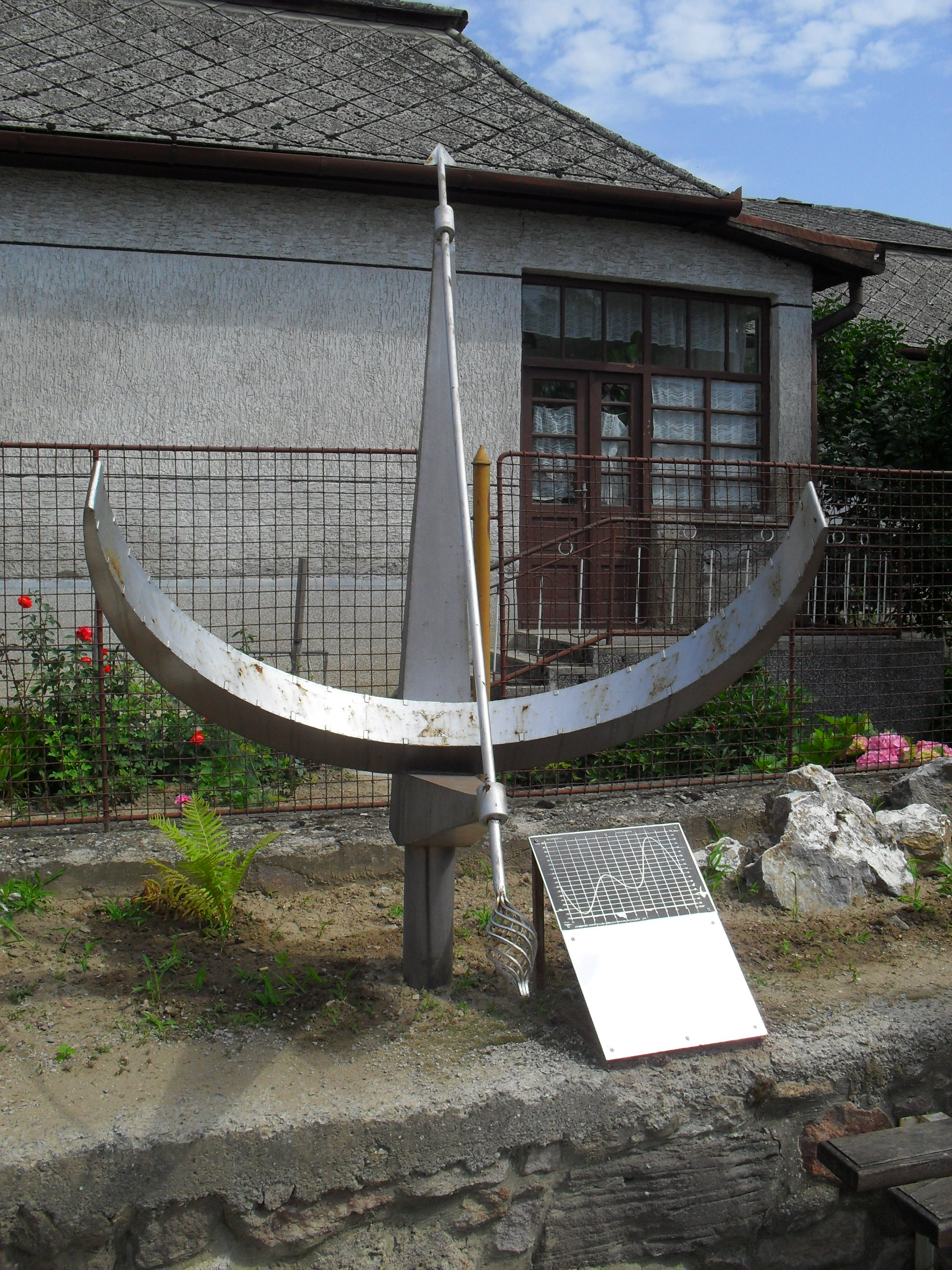
Napóra
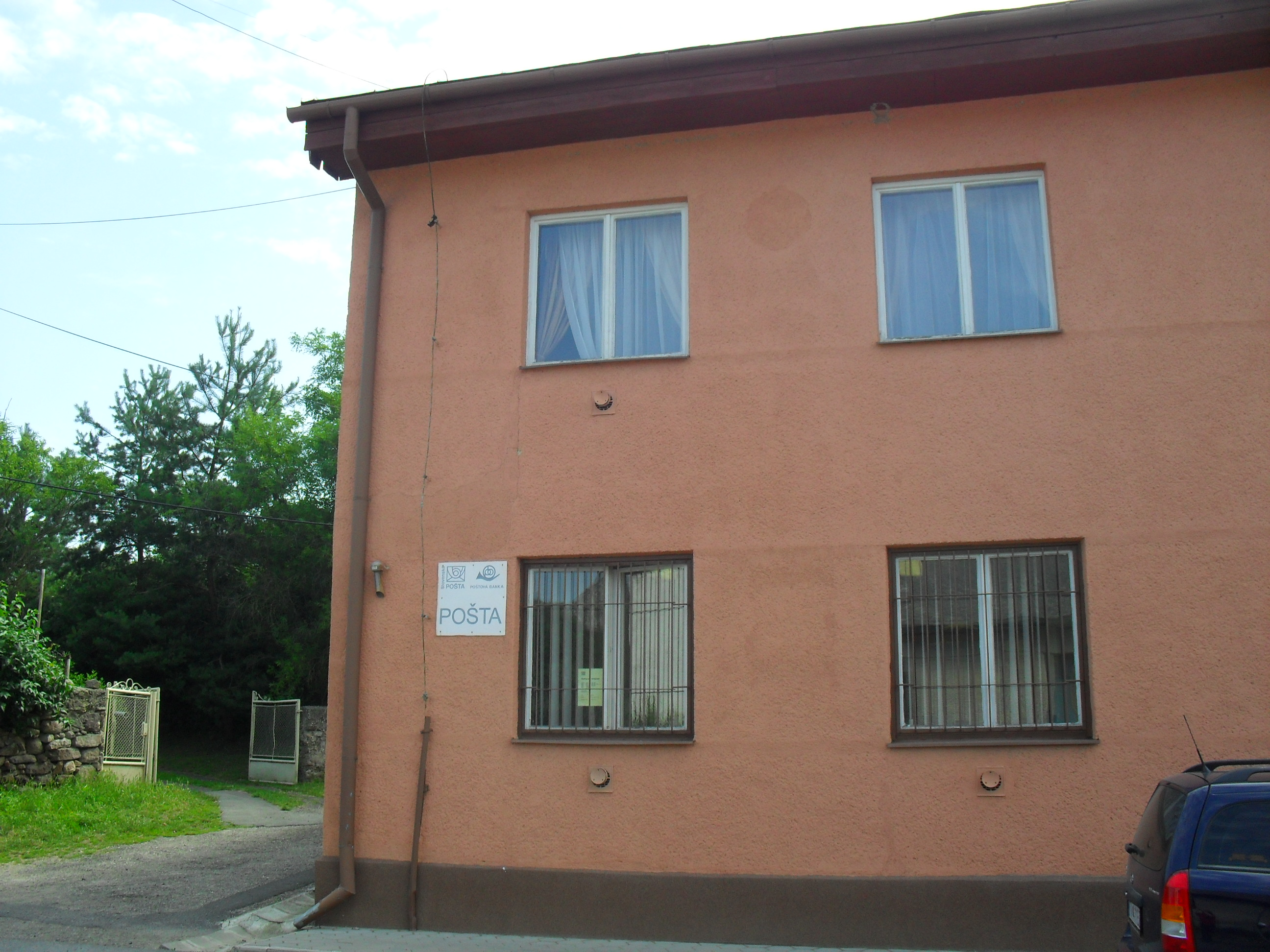
Posta
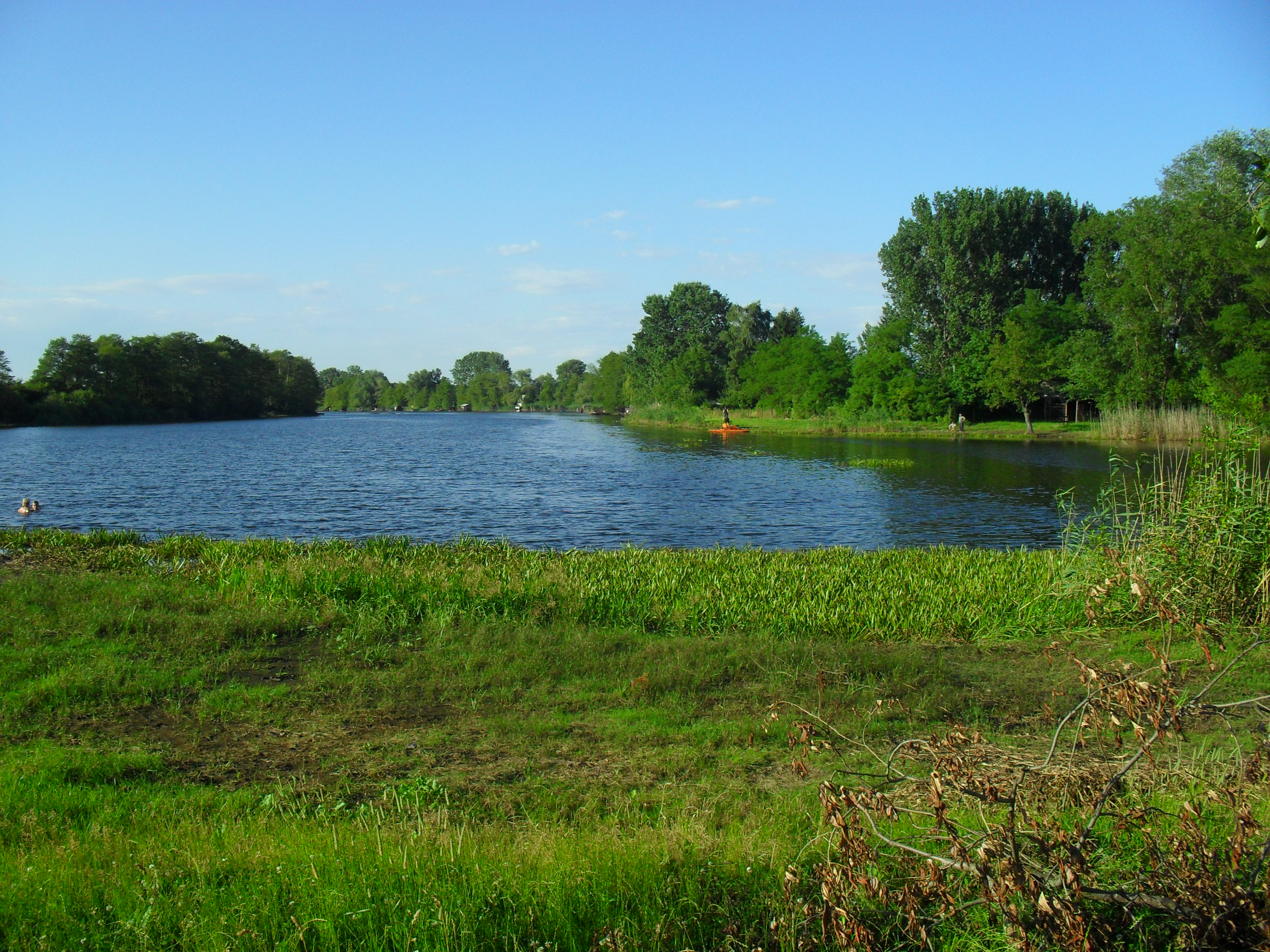
A Karcsa partján

### A nagykövesdi vár

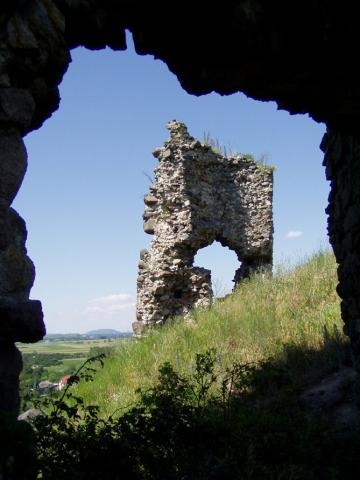
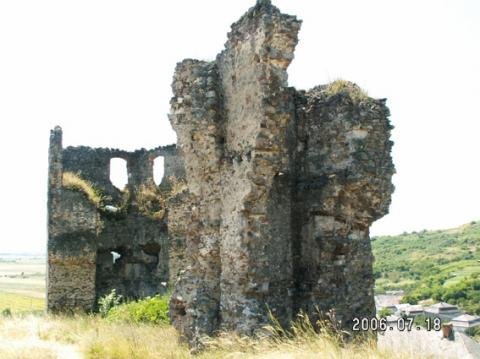
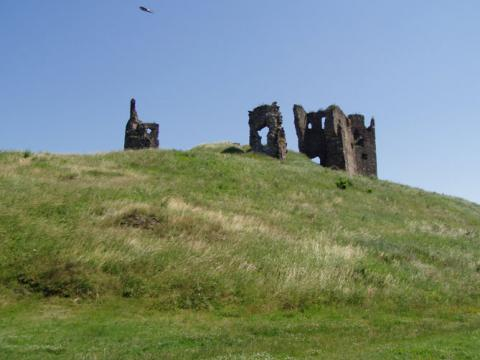
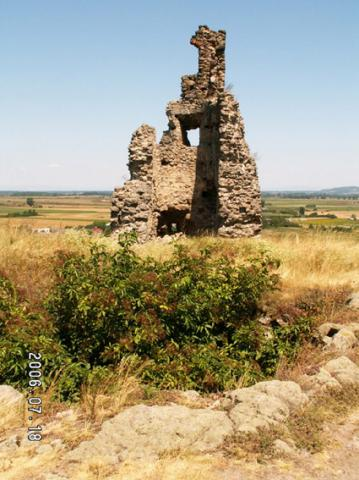
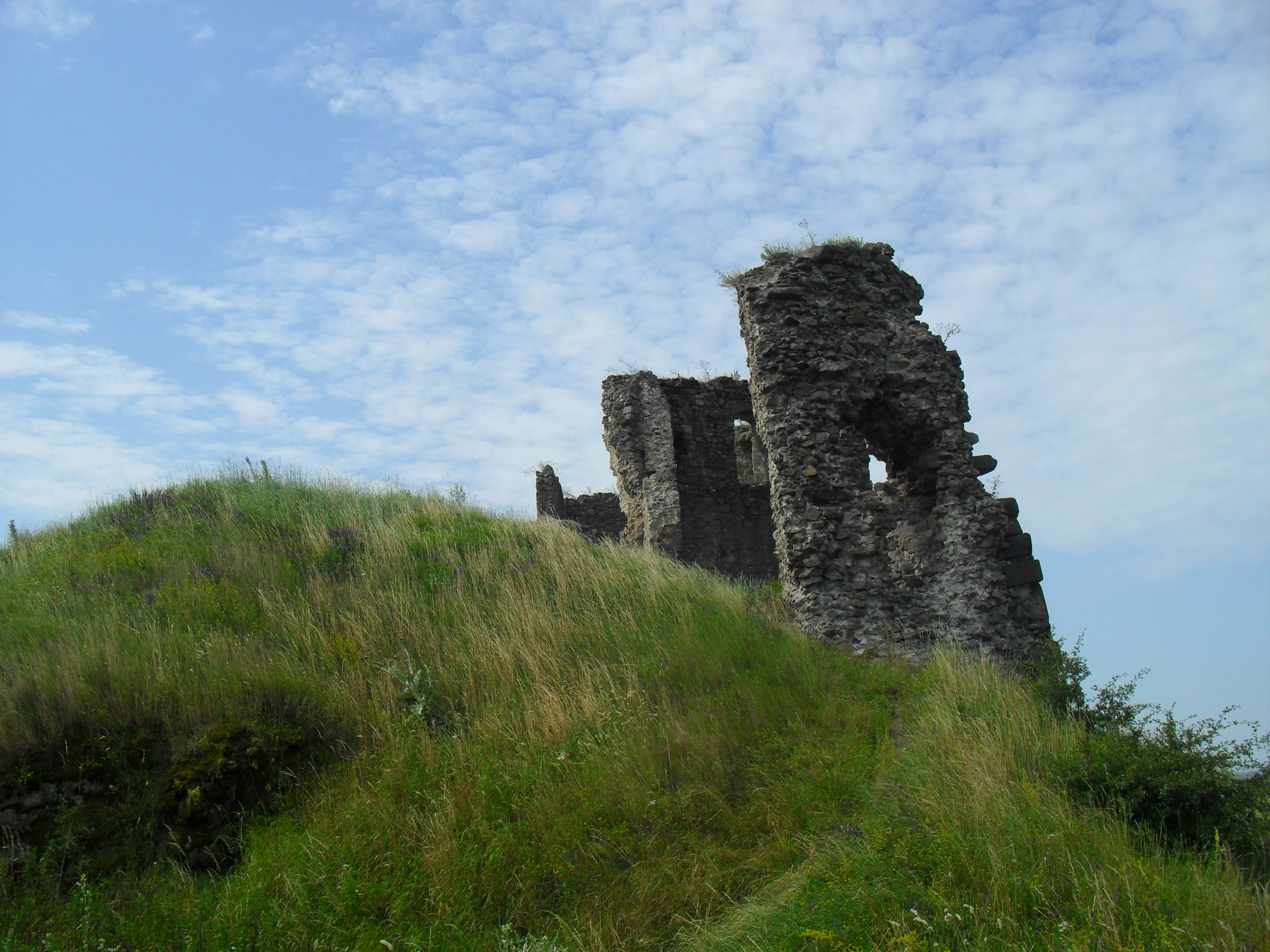
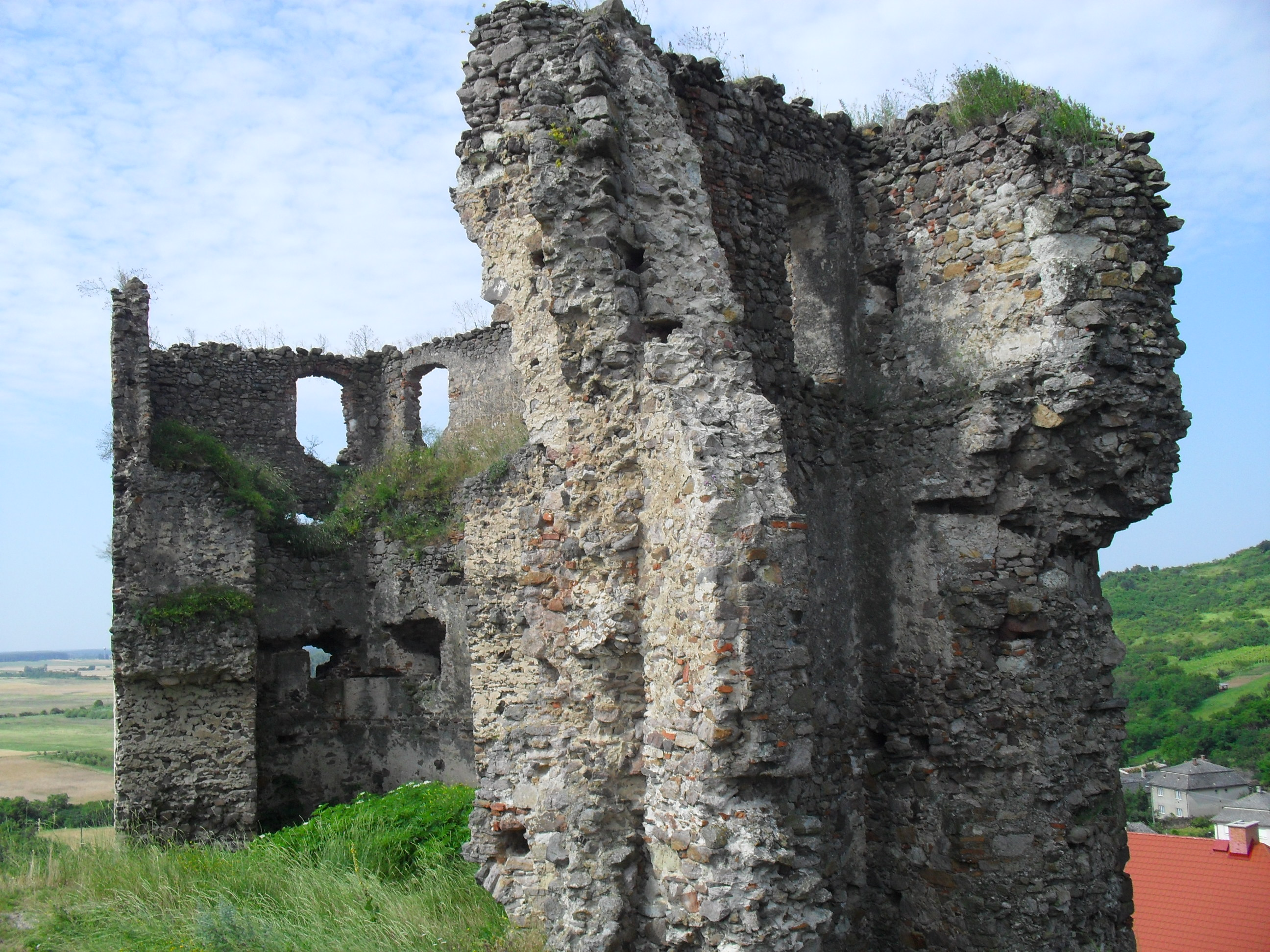
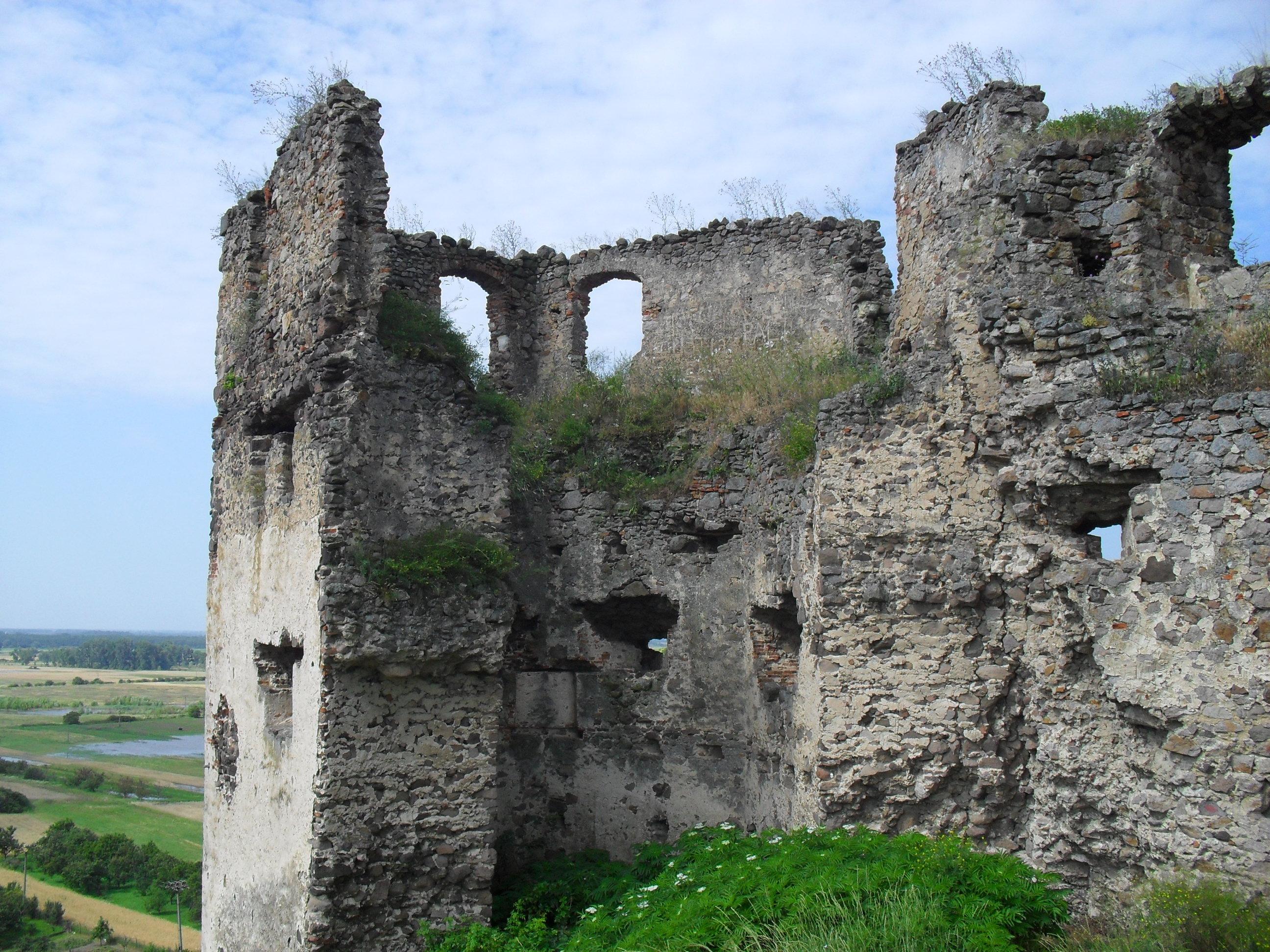